# Stockholm

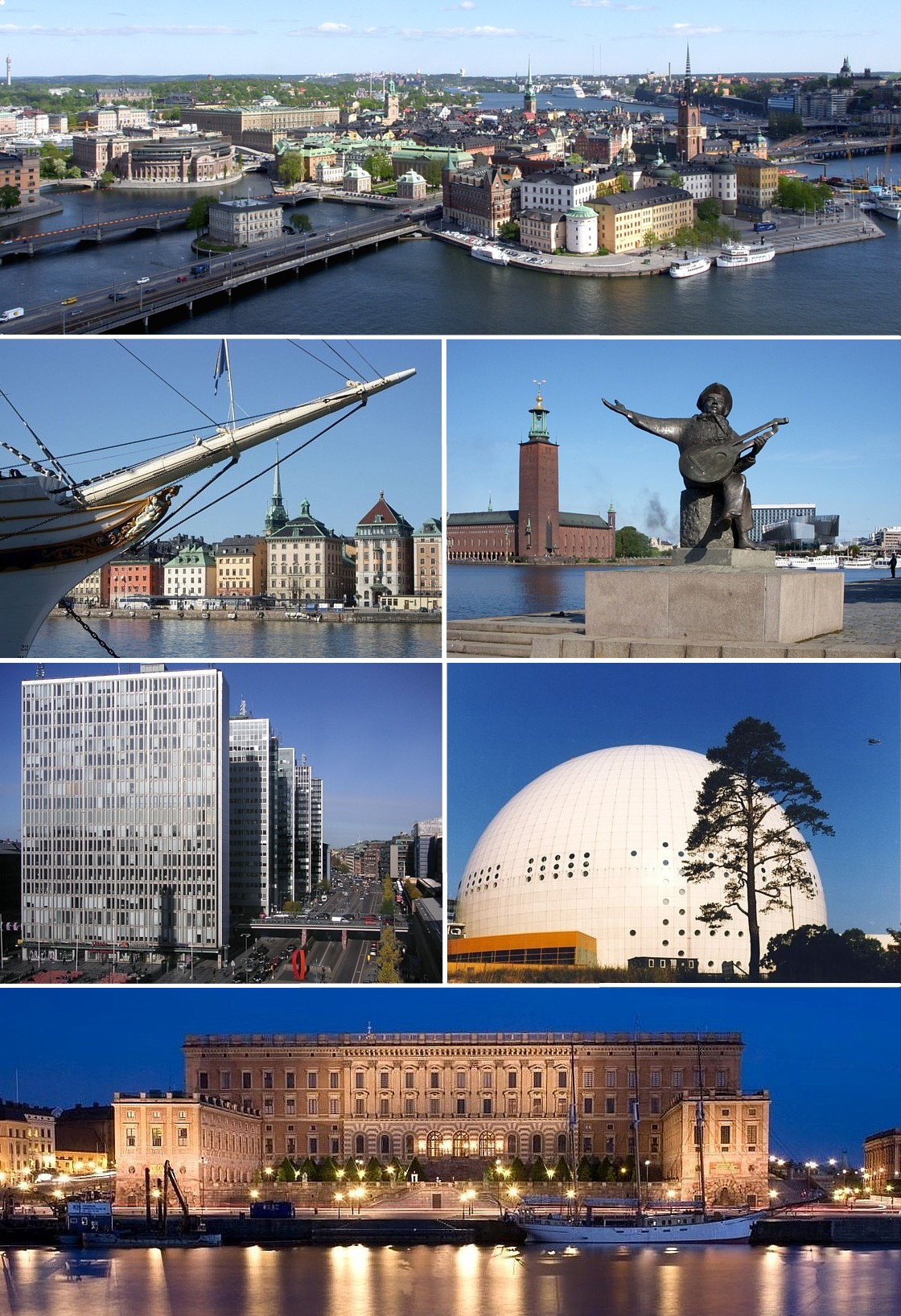
Die Insel Riddarholmen, dahinter Stockholms Altstadt Gamla stan und andere Merkmale Stockholms

Stockholm (schwedische Aussprache [ˈstɔkːɔlm]ⓘ; vom altschwedischen stokker und holmber, entsprechend schwedisch stock „Baumstamm, Warenbestand“ und holme „kleine Insel“) ist die Hauptstadt Schwedens und mit 975.551 (Gemeinde Stockholm), 1,77 Millionen (tätort Stockholm) beziehungsweise 2,39 Millionen Einwohnern (Groß-Stockholm) die größte Stadt in Skandinavien. Sie hat eine in das 11. Jahrhundert zurückreichende Besiedlungsgeschichte und ist seit 1643 die Residenz des Königs.
Die Stadt ist sowohl Sitz des schwedischen Parlamentes als auch der schwedischen Regierung. Sie ist ebenso das kulturelle Zentrum des Landes und evangelischer sowie römisch-katholischer Bischofssitz. 

## Geographie

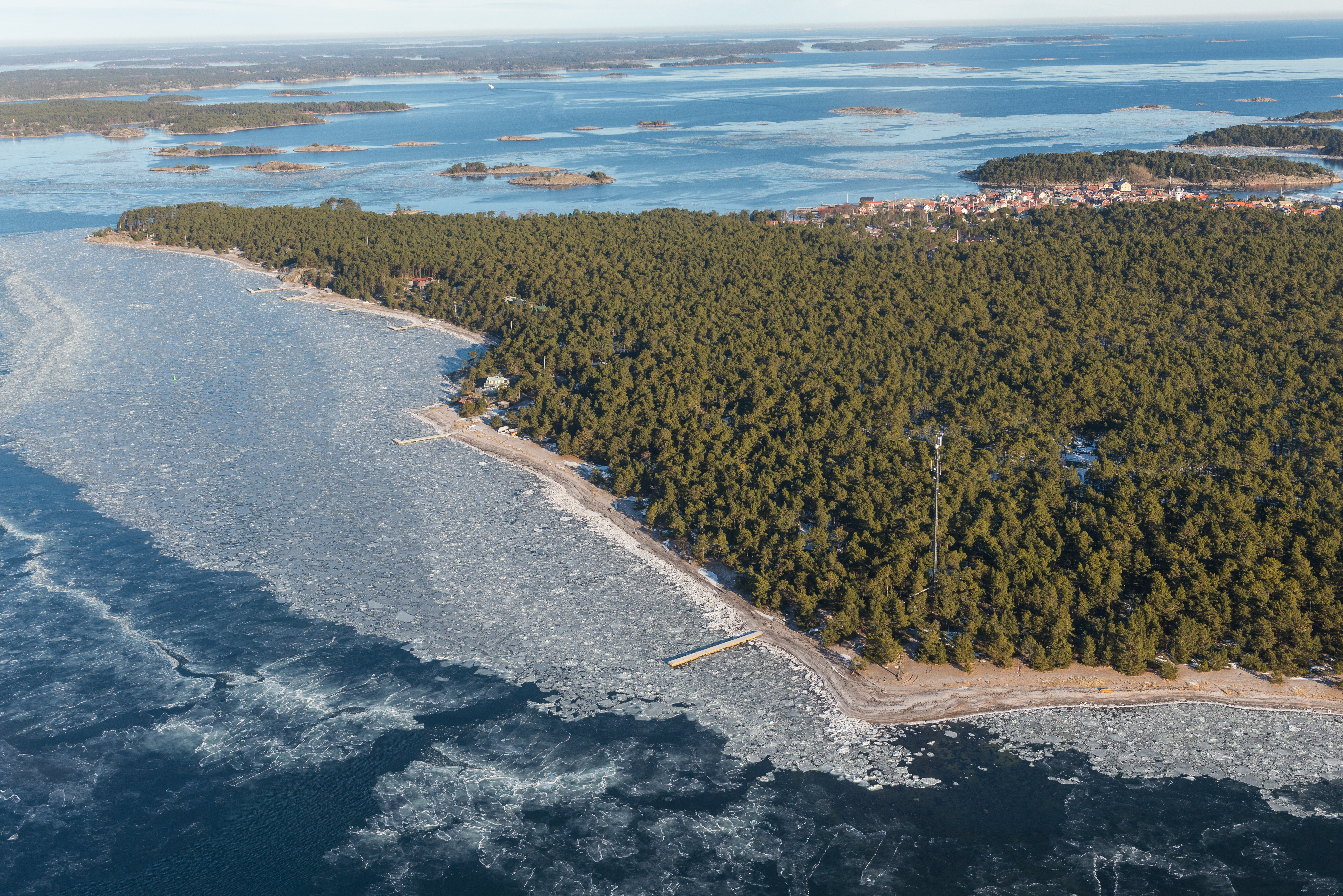
Sandhamn im östlichen Stockholmer Schärengarten

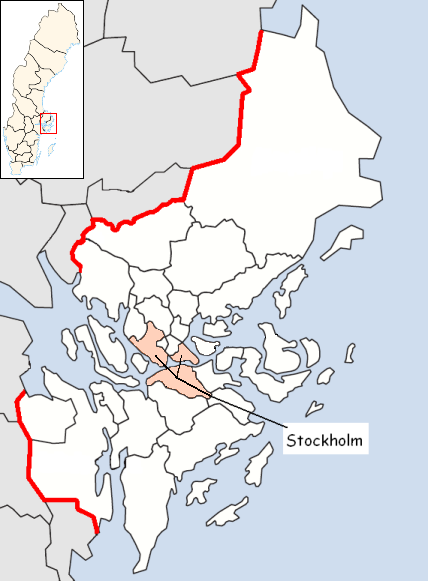
Lage der Stadt in der Provinz Stockholm

### Geographische Lage

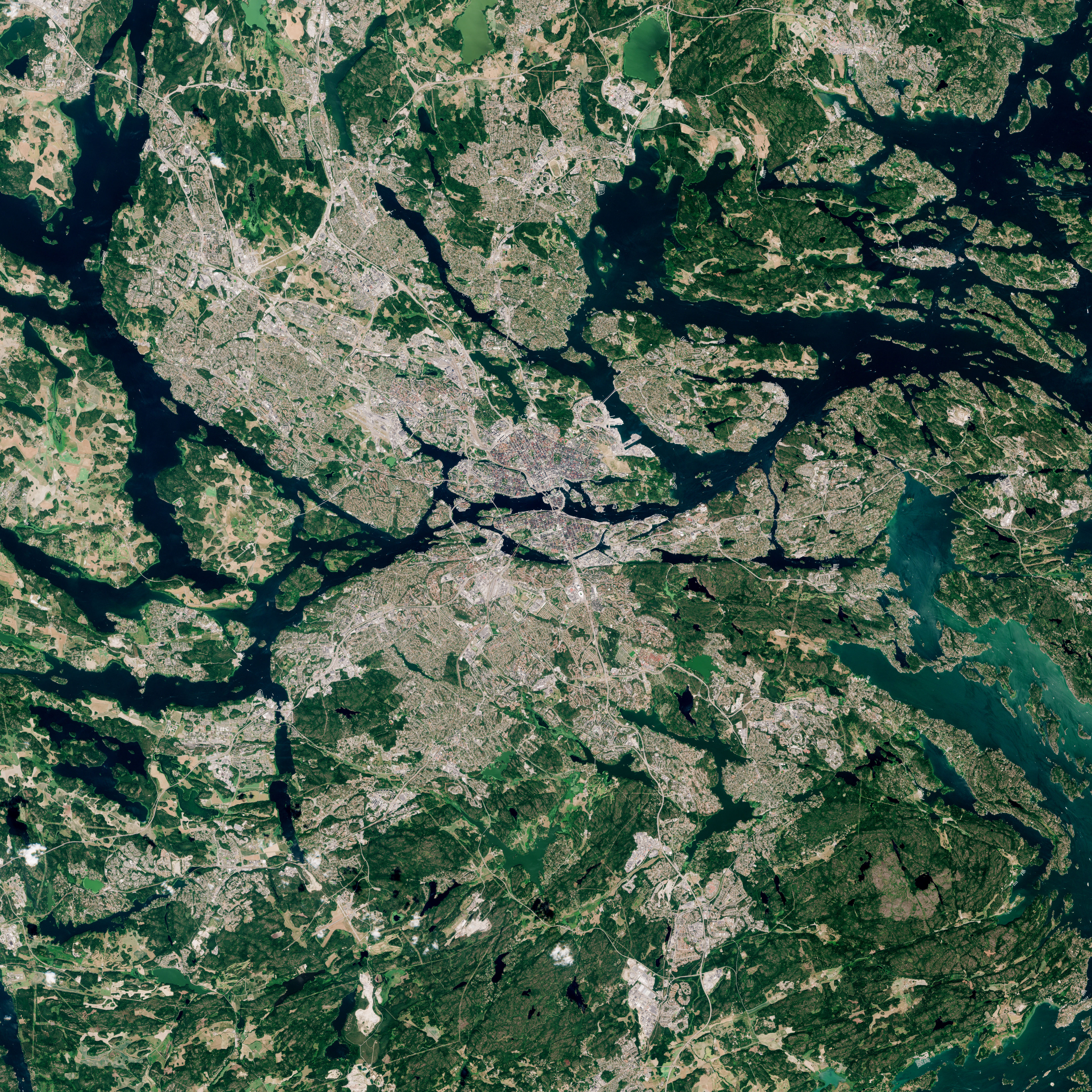
Satellitenbild Stockholms

Das Landschaftsbild Stockholms hat sich in der Geschichte der Stadt aufgrund der skandinavischen Landhebung stark verändert. Teile, die heute zum Festland gehören, waren vor einigen hundert Jahren noch Inseln.
Ein Meerbusen der Ostsee umschließt die Stadt im Osten mit zahlreichen Buchten, Landzungen sowie etwa 24.000 größeren und kleineren Inseln (Schären). Dieses Gebiet wird Stockholmer Schärengarten (Skärgården) genannt.
Stockholm liegt am Ausfluss des Sees Mälaren in die Ostsee, dem Riddarfjärden. Der See erstreckt sich 120 Kilometer nach Westen ins Landesinnere. Slussen, eine Schleuse mitten in Stockholm, trennt das Süßwasser des Mälarsees vom Salzwasser der östlich liegenden Ostsee.
Wasser macht etwa 30 Prozent der Stadtfläche aus. Die Stadt bezieht ihr Trinkwasser aus dem Mälaren und die hohe Wasserqualität erlaubt es, mitten in der Innenstadt Lachse zu angeln. Die Stadt erstreckt sich über 14 Inseln, die durch 53 Brücken verbunden sind. Ein großer Teil der Stadt besteht aus Waldregionen.
In nordsüdlicher Richtung zieht sich eine eiszeitliche Kiesmoräne, die vom Ausfluss durchbrochen worden war. Die Inseln im Strom sind Reste dieses Rückens.

### Stadtgliederung
Die Gemeinde Stockholm gliedert sich seit dem 1. Januar 2007 in 14 Stadtbezirke.
| Innenstadt                                       | Süden                                                                                     | Westen                                                        |
| ------------------------------------------------ | ----------------------------------------------------------------------------------------- | ------------------------------------------------------------- |
| - Kungsholmen - Norrmalm - Östermalm - Södermalm | - Enskede-Årsta-Vantör - Farsta - Hägersten-Liljeholmen - Skarpnäck - Skärholmen - Älvsjö | - Bromma - Hässelby-Vällingby - Rinkeby-Kista - Spånga-Tensta |

### Tätort Stockholm und Metropolregion Stockholm
Zum „tätort“ (zusammenhängendes, dicht bebautes Gebiet) Stockholm gehören neben dem Territorium der Gemeinde Stockholm auch die umliegenden Gemeinden Solna und Sundbyberg (vollständig) sowie Teile der neun Gemeinden Botkyrka, Danderyd, Haninge, Huddinge, Järfälla, Nacka, Sollentuna, Tyresö und Upplands Väsby.
Die Metropolregion „Groß-Stockholm“ (schwedisch Stor-Stockholm oder Storstockholm) umfasst nach Definition der schwedischen Statistikbehörde SCB seit dem 1. Januar 2005 die gesamte Provinz Stockholm (Stockholms län). Zuvor wurden die südlich gelegenen Gemeinden Nykvarn, Nynäshamn und Södertälje sowie die im Norden der Provinz gelegene Gemeinde Norrtälje nicht dazu gezählt.

### Klima
Stockholm befindet sich bislang in der gemäßigten Klimazone; die Jahresmitteltemperatur beträgt 6,6 °C und die durchschnittliche Jahresniederschlagsmenge etwa 546,4 Millimeter. Der wärmste Monat ist der Juli mit 17,5 °C im Mittel, der kälteste der Februar mit durchschnittlich −3 °C. Der meiste Niederschlag fällt im Monat August mit 66,2 Millimetern im Mittel, der geringste im März mit durchschnittlich 27,3 Millimetern.
Seit Beginn des 20. Jahrhunderts schwanken die Jahresmitteltemperaturen zwischen 4 °C und 8,5 °C. Modellrechnungen zu den Folgen der globalen Erwärmung aus dem Jahr 2019 ergeben, dass Stockholm bereits bei Eintritt des als optimistisch eingeschätzten RCP4.5-Szenarios in eine andere Klimazone verlagert werden würde; demnach wäre das Klima in Stockholm bereits im Jahr 2050 dem bisherigen Klima in Budapest ähnlicher als dem bisherigen in Stockholm.
|                       | Jan  | Feb  | Mär  | Apr  | Mai  | Jun  | Jul  | Aug  | Sep  | Okt  | Nov  | Dez  |   |       |
| Mittl. Tagesmax. (°C) | 1,0  | 1,2  | 4,7  | 10,7 | 16,5 | 20,8 | 23,6 | 22,1 | 16,6 | 10,1 | 5,4  | 2,5  | ⌀ | 11,3  |
| Mittl. Tagesmin. (°C) | −2,9 | −3,2 | −1,1 | 2,6  | 7,1  | 11,6 | 14,8 | 14,2 | 10,2 | 5,5  | 1,9  | −1,2 | ⌀ | 5     |
|                       |      |      |      |      |      |      |      |      |      |      |      |      |   |       |
| Niederschlag (mm)     | 37,0 | 29,4 | 27,3 | 29,2 | 34,0 | 61,7 | 61,5 | 66,2 | 53,3 | 51,4 | 47,6 | 47,8 | Σ | 546,4 |
|                       |      |      |      |      |      |      |      |      |      |      |      |      |   |       |
| Sonnenstunden (h/d)   | 1,3  | 2,4  | 4,9  | 6,5  | 8,8  | 10,2 | 8,9  | 7,6  | 5,4  | 3,1  | 1,6  | 1,0  | ⌀ | 5,2   |
|                       |      |      |      |      |      |      |      |      |      |      |      |      |   |       |
| Regentage (d)         | 15,9 | 14,0 | 12,9 | 10,7 | 10,8 | 12,9 | 12,4 | 13,2 | 12,0 | 15,0 | 17,0 | 18,2 | Σ | 165   |
|                       |      |      |      |      |      |      |      |      |      |      |      |      |   |       |
| Wassertemperatur (°C) | 3    | 2    | 2    | 3    | 6    | 11   | 16   | 17   | 14   | 9    | 6    | 3    | ⌀ | 7,7   |
|                       |      |      |      |      |      |      |      |      |      |      |      |      |   |       |
| Luftfeuchtigkeit (%)  | 87   | 86   | 80   | 73   | 64   | 66   | 71   | 78   | 81   | 85   | 88   | 89   | ⌀ | 79    |

| −2,9 |

| −3,2 |

| −1,1 |

| 2,6 |

| 7,1 |

| 11,6 |

| 14,8 |

| 14,2 |

| 10,2 |

| 5,5 |

| 1,9 |

| −1,2 |

| −2,9 |

| −3,2 |

| −1,1 |

| 2,6 |

| 7,1 |

| 11,6 |

| 14,8 |

| 14,2 |

| 10,2 |

| 5,5 |

| 1,9 |

| −1,2 |

## Bevölkerung

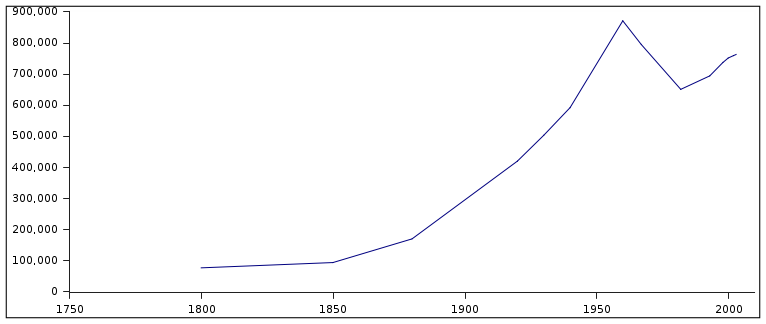
Entwicklung der Einwohnerzahl Stockholms

Ende 2020 zählte die Hauptstadtregion (Stor-Stockholm) 2.391.990 Einwohner, wovon 1.767.108 Einwohner (2016) im zusammenhängend besiedelten Gebiet (tätort) rund um Stockholm und davon 975.551 in der eigentlichen Stadt Stockholm (kommun) lebten.
Etwa 30 Prozent der Einwohner (299.905 im Jahr 2016) sind im Ausland geboren oder haben zwei Elternteile, die im Ausland geboren wurden, wobei es eine starke Segregation gibt. Während in der Innenstadt 20,6 % der Bevölkerung einen Migrationshintergrund hatten, so liegt der Anteil in den äußeren Bezirken bei 38,6 % und im Distrikt Rinkeby-Kista bei 81,9 % (Stand 31. Dezember 2016). Ein Grund für die Segregation liegt in dem sehr angespannten Wohnungsmarkt, wodurch sich der durchschnittliche Kaufpreis laut Immobilienmaklerstatistik zwischen 1997 und 2017 von 12.818 kr pro Quadratmeter auf 72.765 kr pro Quadratmeter nahezu versechsfacht hat. Im Jahr 2017 standen zudem mehr als 570.000 Personen in einer der Wartelisten (bostadskö) für eine reguläre Mietwohnung. Da es allerdings nur 360.000 reguläre Mietwohnungen gibt, beträgt die derzeitige Mindestwartezeit zwischen 9,3 Jahre (Tensta) und 23,2 Jahre (Vasastan).
Die Arbeitslosigkeit betrug im Oktober 2017 3,0 % und das mittlere Einkommen für das Jahr 2015 352.000 kr. 98,9 % eines Jahrganges besuchen ein Gymnasium (2012) und 55,0 % eine Hochschule (2013). Das Ausbildungsniveau der Bevölkerung liegt deutlich über dem Landesdurchschnitt: Nur 9 % der Bevölkerung zwischen 25 und 64 Jahren haben keinen Gymnasialabschluss, aber 58 % der Bevölkerung haben eine postgymnasiale Ausbildung.
| 00Jahr00 | Einwohner |
| -------- | --------- |
| 1570     | 009.100   |
| 1610     | 008.900   |
| 1630     | 015.000   |
| 1650     | 035.000   |
| 1690     | 055.000   |
| 1730     | 057.000   |
| 1750     | 060.018   |
| 1770     | 069.000   |
| 1800     | 075.517   |
| 1810     | 065.474   |
| 1820     | 075.569   |
| 1830     | 080.621   |
| 1840     | 084.161   |
| 1850     | 093.070   |
| 1860     | 113.063   |
| 1870     | 136.016   |
| 1880     | 168.775   |

| 00Jahr00 | Einwohner |
| -------- | --------- |
| 1890     | 246.454   |
| 1900     | 300.624   |
| 1910     | 342.323   |
| 1920     | 419.429   |
| 1930     | 502.207   |
| 1940     | 590.543   |
| 1950     | 745.936   |
| 1960     | 808.294   |
| 1970     | 740.486   |
| 1980     | 647.214   |
| 1990     | 674.452   |
| 2000     | 750.348   |
| 2005     | 771.038   |
| 2010     | 847.073   |
| 2015     | 917.297   |
| 2020     | 975.551   |

## Geschichte

### Die Entstehung der Stadt
Die Stelle, an der heute Stockholm steht, wird zum ersten Mal vom isländischen Dichter und Sagenschreiber Snorri Sturluson (1179–1241) erwähnt: Er beschreibt in der Ynglingasaga eine Pfahlbarriere über die heutige Wasserstraße Norrström, die er Stokksunda nannte. Bei Ausgrabungen in den späten 1970er Jahren kamen Überreste von Wasserpfählen zum Vorschein, die aus dem 11. Jahrhundert stammen und diese Aussage stützen. Außerdem wird von Snorri auch ein Befestigungsturm aus dem 12. Jahrhundert erwähnt, der sich dort befunden haben soll, wo seit 1580 das königliche Schloss steht.
Ein Schutzbrief für das Fogdö-Kloster, ausgestellt im Juli 1252, ist das älteste überlieferte Dokument, in dem Stockholm erwähnt wird, wörtlich als Stokholm. In der Erik-Chronik (schwedisch: Erikskrönikan), die zwischen 1320 und 1335 kompiliert wurde, steht, dass der Gründer Stockholms, der Regent Birger Jarl, um das Jahr 1250 eine Festung bauen wollte, um den Mälarsee vor Piratenplünderungen zu schützen.
Es gibt keine historischen Belege für eine Existenz Stockholms vor der Mitte des 13. Jahrhunderts. Eventuell gab es ältere Verteidigungsanlagen zur Sicherung der Einfahrt in den Mälarsee; eine Besiedlung kann jedoch nicht nachgewiesen werden.
Zunächst beschränkte sich das besiedelte Gebiet auf die Insel Stadsholmen, der heutigen Gamla stan. Die Insel selbst war um ein Drittel kleiner als heute und die Ströme wesentlich breiter.
In den folgenden Jahrzehnten unter der Regierung Birger Magnussons und des Königs Magnus Ladulås entwickelte sich Stockholm zu einer wichtigen Handelsstadt, was vor allem durch Verträge mit der Hansestadt Lübeck gefördert wurde. Die Hanse kontrollierte den schwedischen Überseehandel vom 13. bis ins 17. Jahrhundert. Um 1270 wurde Stockholm in Dokumenten als Stadt bezeichnet und, obwohl Stockholm nicht wie viele schwedische Städte schon Anfang des 13. Jahrhunderts entstand, wurde es 1289 in einem Dokument als die bevölkerungsreichste Stadt des Königreiches beschrieben. Die ersten gesicherten Annahmen zur Größe der Stadt beziehen sich auf die Mitte des 15. Jahrhunderts, als Stockholm etwa tausend Haushalte, also ungefähr fünf- bis sechstausend Einwohner hatte. Aus demselben Jahrhundert (1436) stammt auch der erste Privilegienbrief.
Im Mittelalter bestand ein erheblicher Teil der Stockholmer Bürgerschaft aus Deutschen und von 1296 bis 1478 wurde der 24-köpfige Rat der Stadt paritätisch aus deutschsprachigen und schwedischsprachigen Stadtbürgern besetzt. Trotz seiner Größe und günstigen Lage war Stockholm noch nicht die Hauptstadt, denn der König, wie auch sein Sohn, Magnus Ladulås, hatten noch keinen festen Regierungssitz.
Der hauptsächliche Grund für die rasche Entwicklung der Stadt war ihre strategische Lage. Stockholm beherrschte die Zufahrt zum Mälarsee, der seinerseits eine aufgrund der Landwirtschaft und Eisenherstellung wirtschaftlich wichtige Region erschloss.

### Die Kalmarer Union

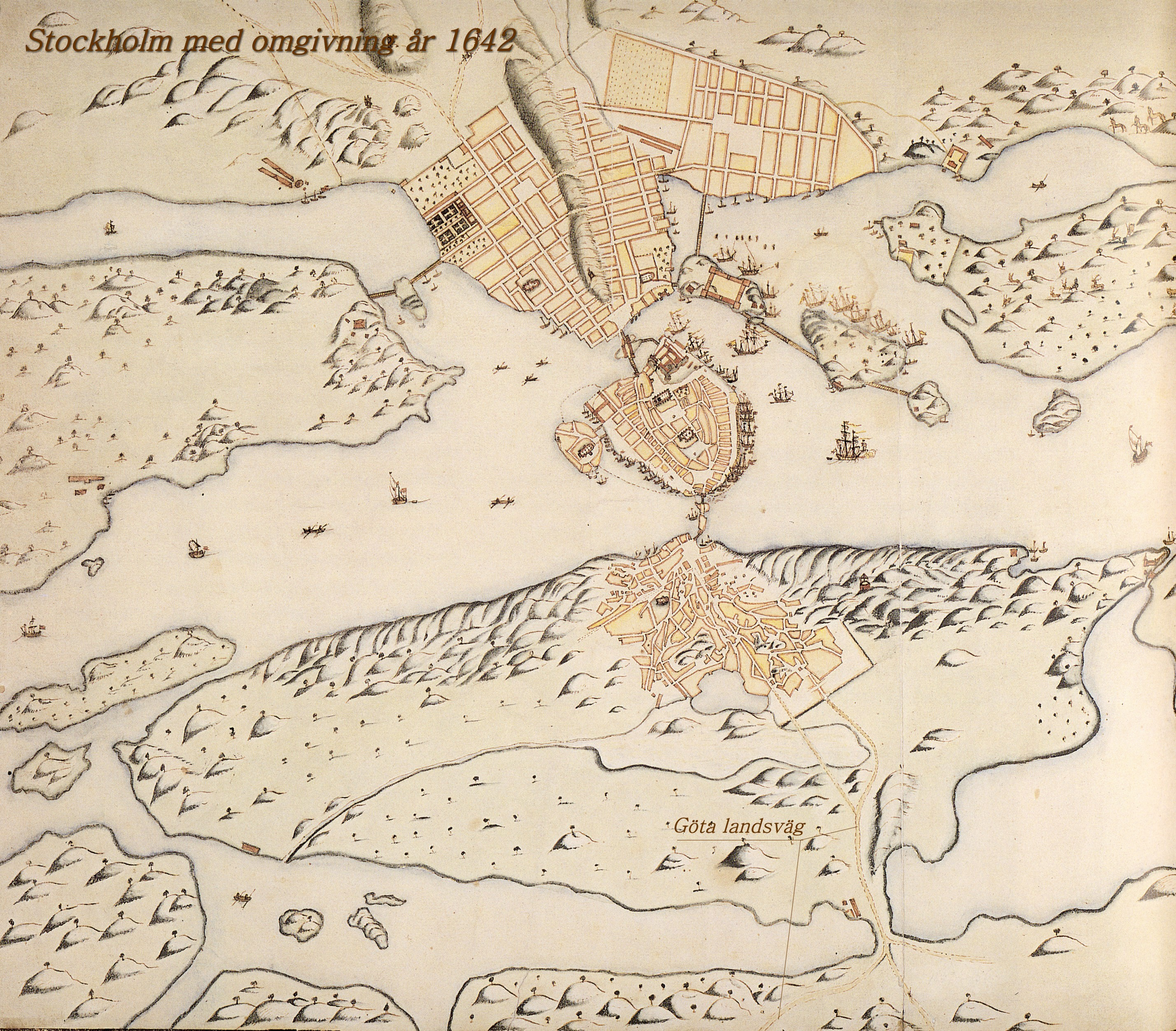
Stockholm 1642, gilt als älteste handgezeichnete Karte

Die strategische und wirtschaftliche Bedeutung der Stadt machte Stockholm zu einem wichtigen Machtfaktor in den Auseinandersetzungen zwischen den dänischen Königen der Kalmarer Union und der nationalen Unabhängigkeitsbewegung im 15. Jahrhundert. So erfocht am 14. Oktober 1471 Schweden unter Sten Sture in der Nähe der Stadt am Brunkeberg (heute ein Teil des Stadtbezirkes Norrmalm) mit Unterstützung der Stockholmer Bürgerschaft einen Sieg über den dänischen König Christian I., der versuchte, Schweden an sich zu reißen. Dessen Enkel Christian II. belagerte die Stadt 1518 vergebens, nahm sie aber 1520 nach einer neuen Belagerung durch Verrat ein. Am 8. November 1520 kam es in Stockholm im Rahmen der Krönungsfeierlichkeiten zu einer Massenhinrichtung von Oppositionellen am Stortorget (mehr als 80 Adlige wurden hingerichtet), dem Stockholmer Blutbad. Der junge Adlige Gustav Eriksson konnte entkommen, hatte gegen Ende des Jahres eine Armee zusammengestellt und konnte Christian II. aus Schweden vertreiben. Am 6. Juni 1523, dem heutigen schwedischen Nationalfeiertag, wurde er unter dem Namen Gustav Vasa zum König gewählt.

### Die Wasa-Zeit
Mit dem Einzug Gustav Wasas 1523 und dem Aufbau einer starken Königsmacht entwickelte sich Stockholm auch zu einer wichtigen Residenzstadt. Neben dem Bürgertum begann nun auch der königliche Hof, das Stadtbild zu prägen. Die Stadtinsel bot nicht mehr genug Platz, und 1529 wurden Södermalm und Norrmalm unter die Herrschaft Stockholms gestellt. Die Stadt wuchs und erreichte um 1600 eine Einwohnerzahl von 10.000 Einwohnern.

### Das 17. Jahrhundert

Ansicht Stockholms im Jahr 1690 (aus Suecia antiqua et hodierna von Erik Dahlberg)

Im 17. Jahrhundert stieg Schweden zur Großmacht auf. Dies spiegelte sich auch in der Entwicklung der Stadt Stockholm wider – von 1610 bis 1680 versechsfachte sich die Einwohnerzahl. Ladugårdslandet, das heutige Östermalm, und die Insel Kungsholmen wurden eingemeindet. 1634 wurde Stockholm offiziell zur Hauptstadt des schwedischen Reiches. Nach dem politischen Aufstieg folgte diesem Ereignis bald auch der wirtschaftliche Aufstieg der Stadt. Stockholm erhielt das Stapelrecht und damit das Monopol für den Handel zwischen dem Ausland und Svealand, Norrland und Österbotten (heutiges Finnland).
In dieser Zeit entstanden auch einige der großen Bauten und Paläste, die die Macht des Landes und seines Adels symbolisieren sollten, wie zum Beispiel Riddarhuset, das Oxenstiernasche Palais, das Tessinsche Palais und die alte Reichsbank. Auf den eingemeindeten Inseln und in Östermalm entstanden Stadtviertel in einem rechtwinkligen Straßennetz. Wirtschaftlich kam bis zum 19. Jh. der Skeppsbro-Adel zur Blüte.

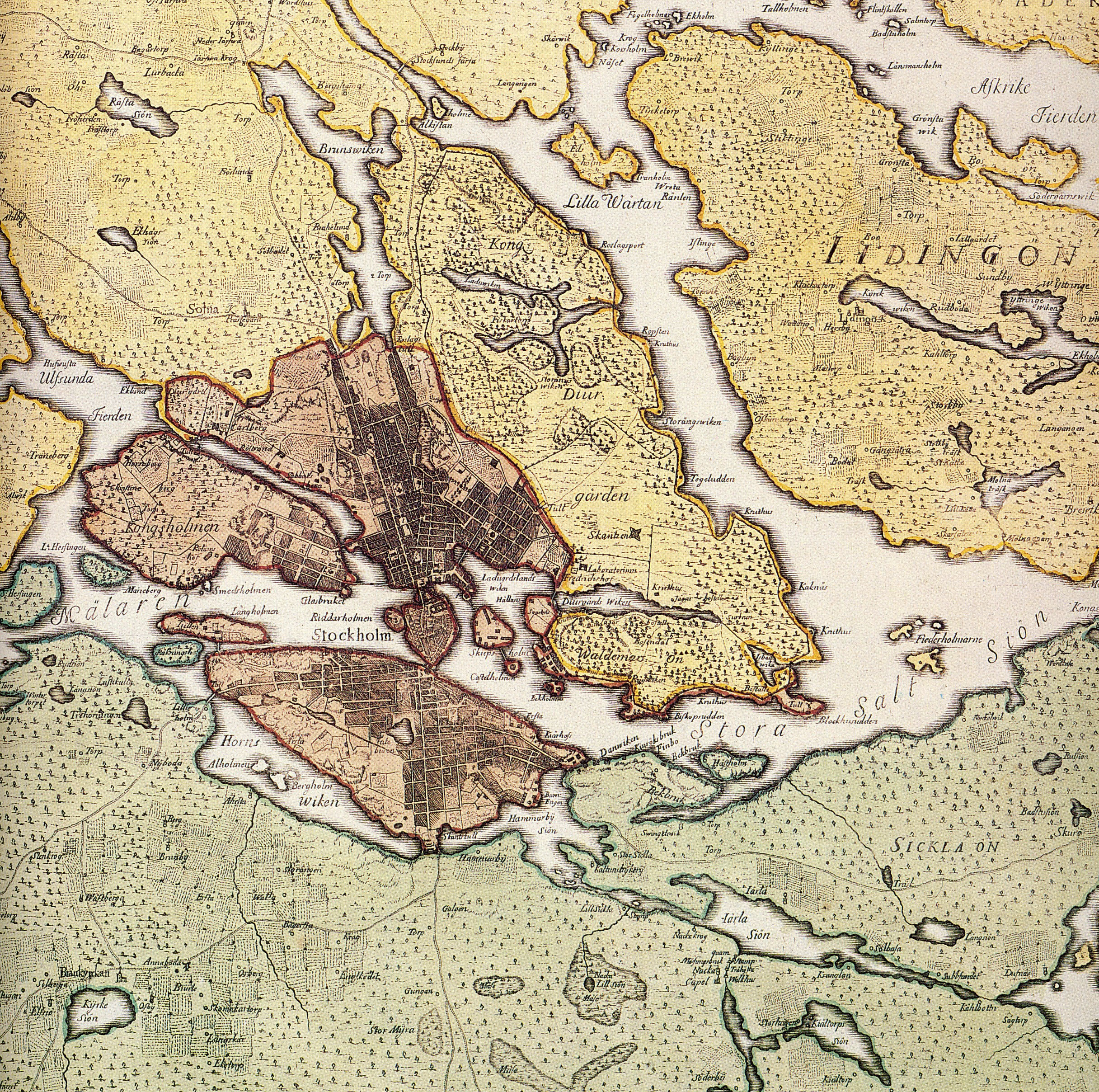
Karte 1750
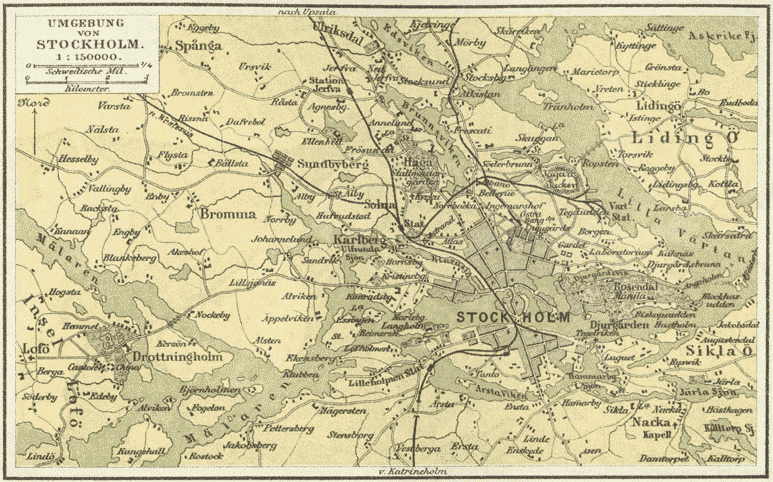
1888
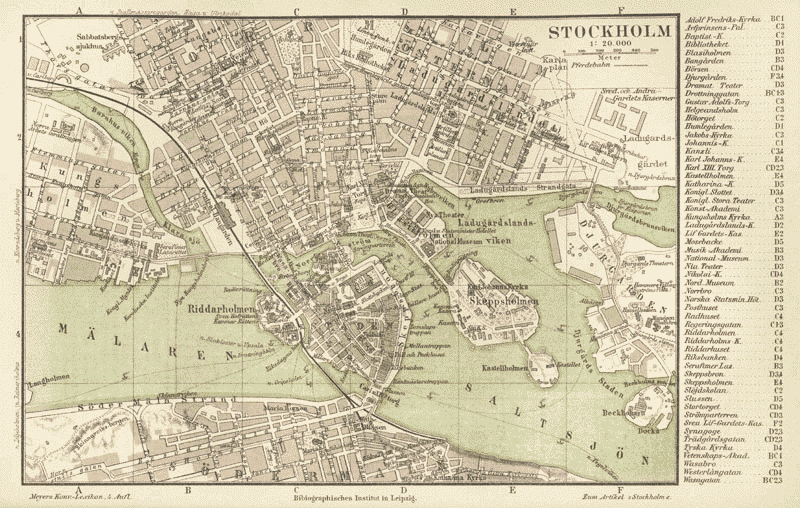
1888

### Das 18. Jahrhundert

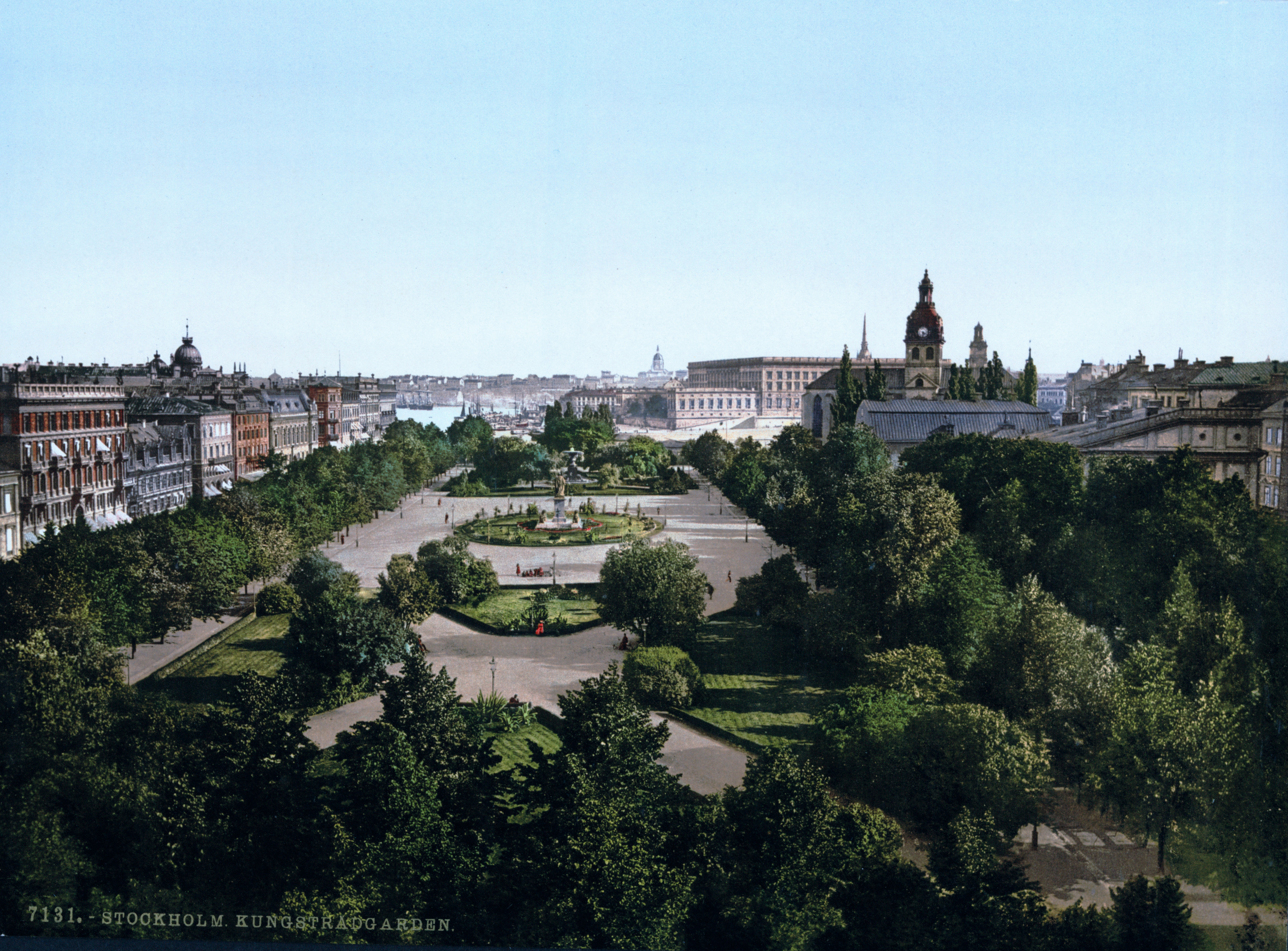
Kungsträdgården um 1895

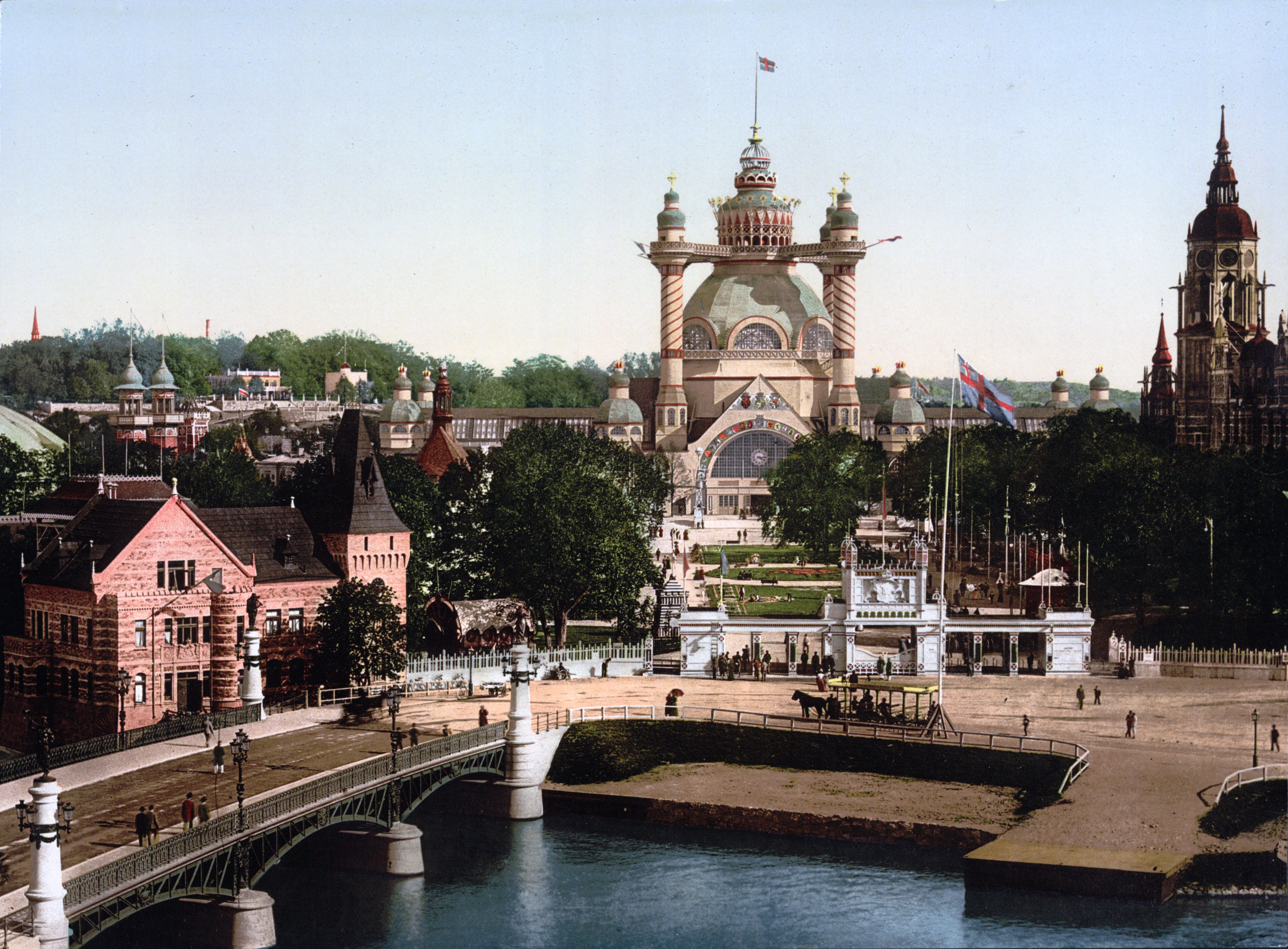
Stockholmer Ausstellung 1897 (Stockholmsutställningen 1897)

In den Jahren 1713 bis 1714 wurde Stockholm von der Pest heimgesucht. Nach dem Ende des Großen Nordischen Krieges und der damit verbundenen Gebietsverluste im Jahr 1721 stagnierte die Entwicklung der Stadt. Die Bevölkerung wuchs kaum mehr und die wirtschaftliche Erholung ging nur sehr langsam vor sich. Stockholm behielt aber seine Rolle als politisches Zentrum des Landes und entwickelte sich unter Gustav III. auch zum kulturellen Zentrum. Das Stockholmer Schloss und die Königliche Oper sind architektonischer Ausdruck dieser Epoche, in die auch die Gründung der Schwedischen Akademie zur Förderung der schwedischen Sprache und Literatur fällt.

### Das 19. Jahrhundert
Mit Beginn des 19. Jahrhunderts nahm die wirtschaftliche Bedeutung Stockholms weiterhin ab. Norrköping wurde zur größten Manufakturstadt und Göteborg entwickelte sich aufgrund seiner günstigen Lage am Kattegat zum wichtigsten Exporthafen Schwedens. Erst in der zweiten Hälfte des Jahrhunderts übernahm Stockholm wieder eine führende Rolle in der Wirtschaft des Landes. Einerseits wurde eine Reihe wichtiger Industriebetriebe gegründet, andererseits entwickelte sich Stockholm zu einem wichtigen Handels- und Dienstleistungszentrum sowie zu einem Verkehrsknotenpunkt.
Auch die Bevölkerung wuchs in der zweiten Hälfte des 19. Jahrhunderts durch Zuwanderung stark an. Gegen Ende des Jahrhunderts waren nicht einmal 40 Prozent der Einwohner in Stockholm geboren. Die Besiedlung griff über die Stadtgrenzen hinaus und es entstand eine Reihe von Elendsvierteln, aber auch Villenviertel im Grünen und an der Küste.
Stockholm baute auch seine Position als Kulturzentrum weiter aus und man bemühte sich, höhere Bildungseinrichtungen nach Stockholm zu bekommen. Im 19. Jahrhundert bekam Stockholm mehrere wissenschaftliche Institute, wie beispielsweise das Karolinische Institut und das Technologische Institut, das 1877 eine Technische Hochschule wurde. 1878 wurden auch die ersten Lehrveranstaltungen an der neu gegründeten Stockholmer Hochschule abgehalten, aber es sollte beinahe 100 Jahre dauern, bis sie zur Universität erhoben wurde.

### 20. Jahrhundert

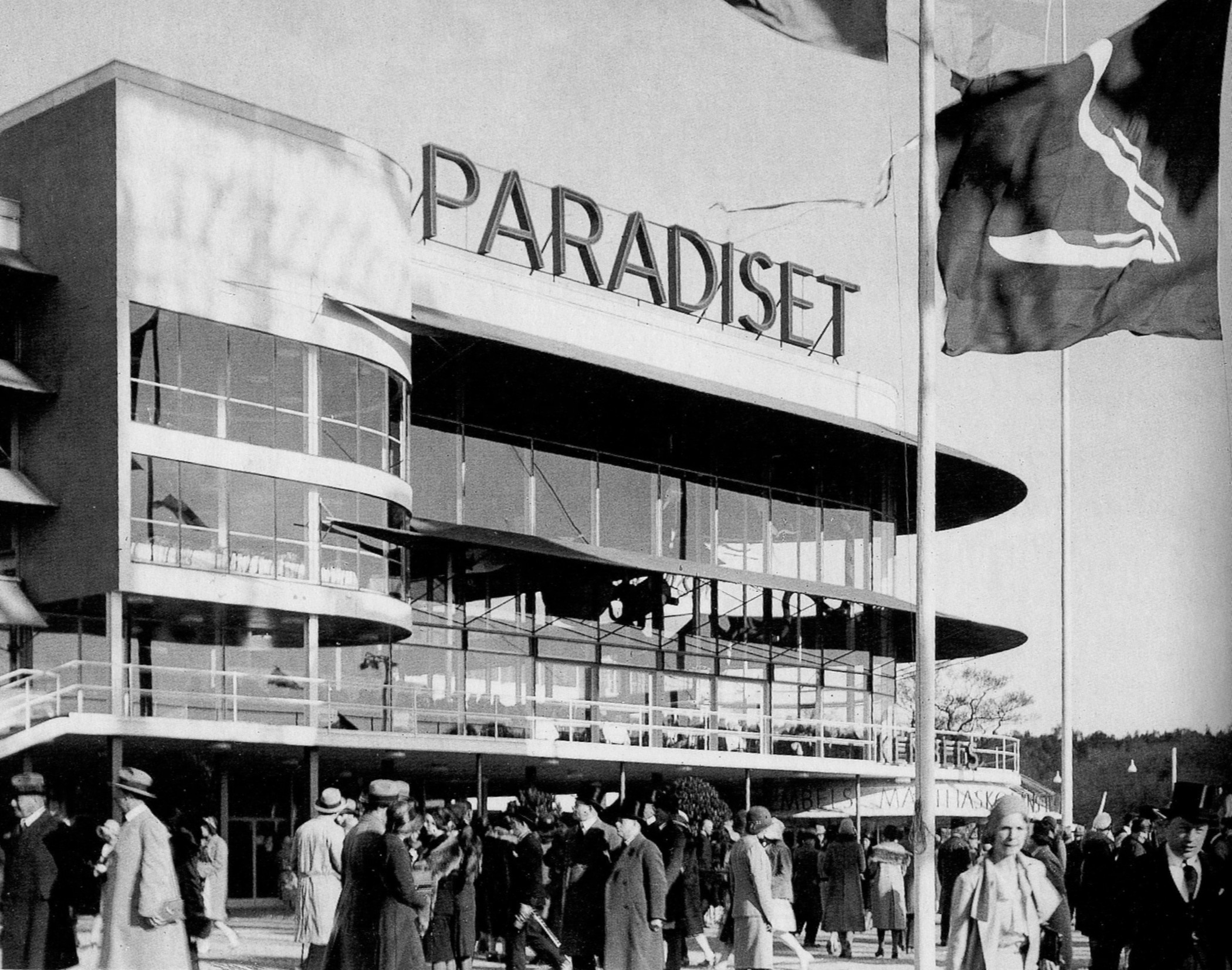
Stockholmsutställningen 1930, das Hauptrestaurant Paradiset

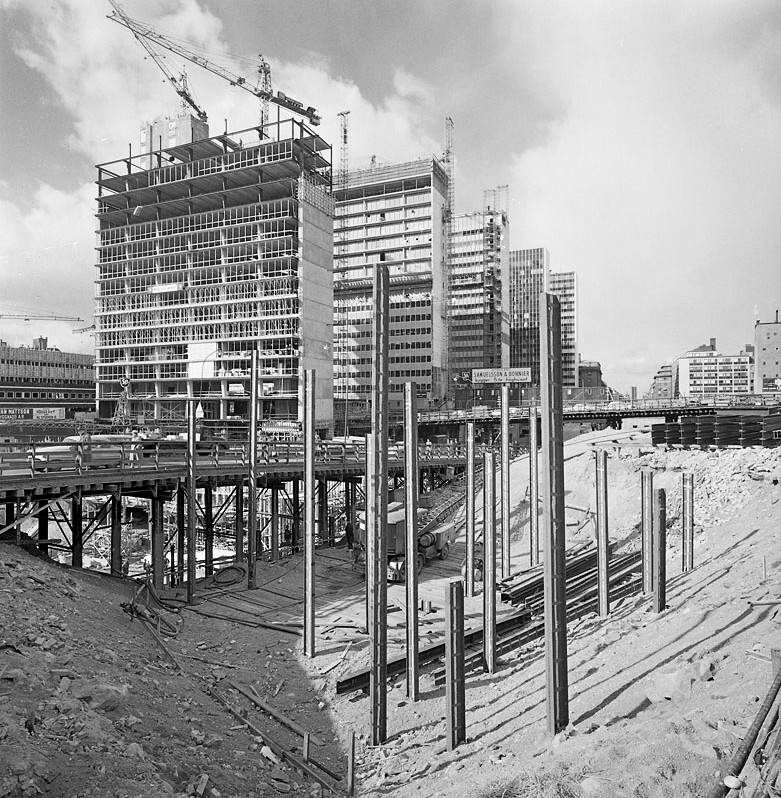
Norrmalmsregleringen, die fünf Cityhochhäuser in Bau 1964

Nach 1910 kam es zur Eingemeindung großer Gebiete, die verkehrstechnisch durch Straßenbahnlinien an die Stadt angeschlossen wurden. Im Anschluss daran entstanden Vororte, Gartenstädte und Gebiete mit Freizeithäuschen.
In den 1930er Jahren fassten funktionalistische Ideen Fuß in Schweden. Auslöser war die Stockholmer Ausstellung 1930 (schwedisch Stockholmsutställningen 1930), eine nationale Ausstellung für Architektur, Design und Kunsthandwerk.
Im Zweiten Weltkrieg kam es am 22. Februar 1944 zu einem sowjetischen Luftangriff auf Stockholm und seine Umgebung, bei dem ungefähr 30 Bomben abgeworfen wurden. Die Folgen waren wenige Verletzte und hauptsächlich Sachschäden. Die Hintergründe des Angriffs sind unklar. Möglicherweise handelte es sich um einen Navigationsfehler während eines Angriffs auf das finnische Turku.
Wirtschaftlich kam es in den 1940er und 1950er Jahren zu einer Umstrukturierung. Arbeitsintensive Unternehmen in Niedriglohnbranchen verschwanden, während kapitalintensive Unternehmen und Unternehmen im Hochtechnologiebereich wuchsen. Ein Beispiel dafür ist der Stadtbezirk Kista, der sich in den 1990er Jahren zum IT-Zentrum Schwedens entwickelte. Schweden orientierte sich früh am amerikanischen Beispiel, so auch in Sachen Motorisierung. Es verfügte – für ein bevölkerungsarmes Land eher ungewöhnlich – um die Mitte des 20. Jahrhunderts über zwei kapitalkräftige Automobilkonzerne (Volvo und Saab Automobile) und es kam im Zentrum Stockholms schon 1931–1935 zur Schaffung des damals weithin berühmten Kleeblatts von Slussen sowie in den 1950er Jahren zu weiteren Initiativen im Sinne einer „autogerechten Stadt“.
Bis in die 1970er Jahre wurde der zentrale Stadtteil Nedre Norrmalm, mit Bausubstanz aus dem 17. bis 19. Jahrhundert, im Rahmen der Sanierung von Norrmalm (Norrmalmsregleringen), einem großflächigen Abriss und Umbau unterworfen. Die Folgen dieser technokratischen Modernisierungspolitik, teilweise auf Basis der Enteignungsmöglichkeiten der Lex Norrmalm von 1953, wurden allerdings ab etwa 1960 zunehmend kontrovers diskutiert. Dies betraf schon die 1959 fertiggestellte, längs des Riddarholm Kanales und des Riddarhuset geführte zentrale Nord-Süd-Verbindung mit dem Charakter einer Stadtautobahn, vor allem aber den ab 1952 durchgezogenen großflächigen Umbau von Norrmalm, gegen den zuletzt ein – vergeblicher – öffentlicher Appell von 39 Kulturschaffenden ergangen war. Als Resultat dieser öffentlichen Kritik wurde zunächst die Altstadt (Gamla stan) 1965 als Ganzes unter Denkmalschutz gestellt. 1971 kam es im Zusammenhang mit Bürgerinitiativen zum sogenannten Ulmenkrieg, der um die Erhaltung einer Baumgruppe im Kungsträdgården geführt wurde. Der Stockholmer Flächenwidmungsplan von 1974 kann mit seiner geänderten Planungsphilosophie als Erfolg der altstadt- und grünfreundlichen Proteste gesehen werden. Bei der „postmodernen“ Umgestaltung des früher stark industriell geprägten Stadtteils Södermalm in den 1980er Jahren wurde im Vergleich zu Norrmalm eine durchgrüntere und weniger monotone urbane Gestaltung angestrebt.
Ab den 1950er Jahren nahm die Beschäftigungsquote der Industrie ab. Sie liegt heute bei ungefähr 10 Prozent; der Dienstleistungsbereich wuchs demgegenüber weiter an.
Bereits 1936 gab es eine Art U-Bahn-Verbindung zwischen Slussen und Medborgarplatsen, die mit gewöhnlichen Straßenbahnwagen betrieben wurde. 1950 wurde dann die erste U-Bahn-Linie in Stockholm eröffnet. Längs der U-Bahn-Linien und an deren Endpunkten entstanden in den 1950er Jahren Satellitenstädte, sogenannte ABC-Vororte (A für Arbete ‚Arbeit‘, B für Bostad ‚Wohnung‘ und C für Centrum ‚Zentrum‘), wie Vällingby und Farsta, und von Mitte der 1960er bis Mitte der 1970er Jahre die im Rahmen des Millionenprogrammes gebauten Großsiedlungen wie Rinkeby, Tensta, Sollentuna und andere. Trotz eines heute relativ hohen Anteils eingewanderter Mitbürger in diesen Stadtteilen (über 40 Prozent der Einwohner in Tensta, Rinkeby oder Sollentuna kommen aus dem außereuropäischen Ausland), kann man nicht von einer Ghettoisierung sprechen, auch wenn die durchaus vorhandenen Segregationstendenzen seit Ende der 1990er Jahre deutlicher spürbar sind.
Von 1909 an hatten die Sozialdemokraten zusammen mit den Liberalen die Mehrheit im Stockholmer Gemeinderat. In den ersten Kommunalwahlen nach dem allgemeinen Wahlrecht 1919 erreichte die politische Linke eine Mehrheit im Gemeinderat, die sie bis in die 1950er Jahre behielt. Anfang der 1920er Jahre erhielt Stockholm eine neue politische Organisation, die in ihren Grundzügen auch heute noch gilt. 1923 übersiedelte die Stockholmer „Regierung“ in das neugebaute Rathaus (Stockholms stadshus). 1967 wurde Stockholm in die Verwaltungsprovinz Stockholms län eingegliedert.
Im Jahr 1986 wurde Premierminister Olof Palme auf offener Straße am Sveavägen erschossen; der Mord wurde nie geklärt. Im September 2003 wurde Außenministerin Anna Lindh im Kaufhaus NK (Nordiska Kompaniet), das unweit vom Ort des Palme-Attentats steht, von einem Messerattentäter tödlich verletzt.
Die Europäische Union ernannte Stockholm im Jahr 1998 zur Kulturhauptstadt Europas.

### 21. Jahrhundert
Im Mai 2013 ereigneten sich in Vororten von Stockholm teils gewalttätige Unruhen. Jugendliche zündeten mehrere Autos und eine Polizeiwache an.
Bei dem Anschlag in Stockholm am 7. April 2017 wurden fünf Menschen getötet.

## Politik
Stockholm hat die größte Einwohnerzahl der 290 schwedischen Gemeinden und liegt in der Provinz Stockholms län. Die kommunale Tätigkeit der Stadt Stockholm ist politisch wie folgt organisiert:

### Stadtparlament
Das höchste beschlussfassende politische Organ ist das alle vier Jahre gewählte Stadtparlament (schwedisch kommunfullmäktige), das aus 101 Abgeordneten besteht. Die Amtszeit des am 9. September 2018 gewählten Stadtparlaments begann am 1. Januar 2019.
- V: 16
- S: 31
- MP: 6
- C: 7
- L: 8
- KD: 4
- M: 20
- SD: 9

- FI: 6
- V: 67
- S: 165
- MP: 63
- C: 22
- L: 64
- KD: 20
- M: 176
- SD: 23

- M: 176
- S: 165
- V: 67
- L: 64
- MP: 63
- SD: 23
- C: 22
- KD: 20
- FI: 6

| Partei                                 | Wahl 2002 | Wahl 2006 | Wahl 2010 | Wahl 2014 | Wahl 2018 | Wahl 2022 |
| -------------------------------------- | --------- | --------- | --------- | --------- | --------- | --------- |
| Linkspartei (V)                        | 11        | 09        | 08        | 10        | 13        | 16        |
| Sozialdemokratische Arbeiterpartei (S) | 35        | 27        | 25        | 24        | 23        | 31        |
| Grüne (MP)                             | 06        | 10        | 16        | 16        | 09        | 6         |
| Feministische Initiative (FI)          | 0         | 0         | 0         | 03        | 03        | 0         |
| Schwedendemokraten (SD)                | 0         | 0         | 0         | 06        | 08        | 9         |
| Zentrumspartei (C)                     | 0         | 01        | 03        | 03        | 08        | 7         |
| Die Liberalen (L)                      | 17        | 10        | 10        | 09        | 10        | 8         |
| Christdemokraten (KD)                  | 05        | 03        | 01        | 02        | 05        | 4         |
| Moderate Sammlungspartei (M)           | 27        | 41        | 38        | 28        | 22        | 20        |

### Stadtregierung

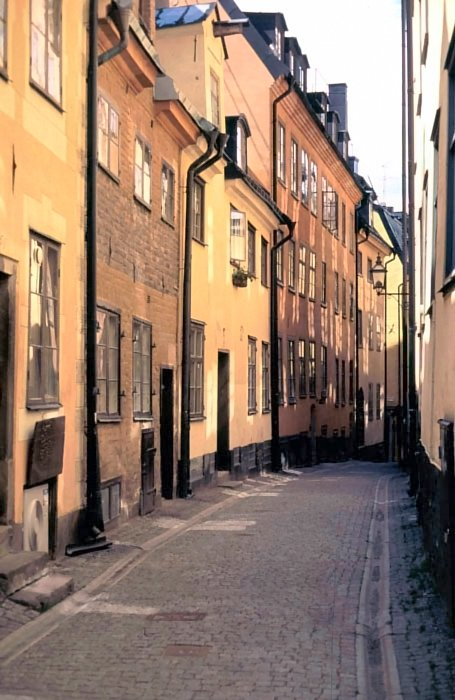
Straße in der Stockholmer Altstadt

Die Stadtregierung (schwedisch kommunstyrelse), die aus 13 Mitgliedern besteht (vier Moderate, drei Sozialdemokraten, zwei Vertreter der Linkspartei, je ein Vertreter der Grünen, Liberalen, der Zentrumspartei und der Schwedendemokraten), wird nach dem Verhältniswahlprinzip gewählt; die im Stadtparlament vertretenen Parteien sind also auch in der Stadtregierung repräsentiert.
Die Beschlüsse der Stadtregierung werden von der Stadtratskommission (schwedisch borgarrådsberedningen) vorbereitet und durchgeführt, die aus dreizehn Stadträten (schwedisch borgarråd) besteht, die alle vier Jahre vom Stadtparlament gewählt werden. Dabei unterscheidet man zwischen regierenden Stadträten (schwedisch styrande borgarråd) und oppositionellen Stadträten (schwedisch oppositionsborgarråd).
Der Finanzstadtrat ist in der Regel gleichzeitig Vorsitzender der Stadtratskommission und der Stadtregierung – also Bürgermeister. Dies ist seit 2019 Anna König Jerlmyr von der Moderaten Sammlungspartei. Karin Wanngård von den Sozialdemokraten ist ihre erste Stellvertreterin. Zweiter Stellvertreter ist Jan Jönsson von den Liberalen.

### Bezirksausschüsse
Ein großer Teil der Verantwortung für die Wahrnehmung der kommunalen Aufgaben liegt bei den Bezirksausschüssen (schwedisch stadsdelsnämnd). Diese Aufgaben wurden am 1. Januar 1997 im Zuge der Stadsdelsnämndsreformen den damals 24 Bezirksausschüssen übertragen und sollten den Einwohnern die Möglichkeit geben, direkter an der kommunalen Politik teilzuhaben. Die Bezirksausschüsse, die je nach Größe des Stadtbezirkes aus elf oder 13 Mitgliedern bestehen, werden vom Stadtparlament ernannt und sind dem Stadtparlament direkt unterstellt. Nach den Wahlen 1998 wurde die Zahl der Bezirksausschüsse mit Wirkung zum 1. Januar 1999 auf 18 reduziert und nach den Wahlen 2006 eine weitere Reduzierung auf 14 Ausschüsse beschlossen und zum 1. Januar 2007 umgesetzt.

### Fachausschüsse
Gewisse übergreifende Tätigkeitsbereiche werden von zentralen Fachausschüssen (schwed. facknämnd) abgedeckt, wie z. B. dem Bildungsausschuss, dem Sportausschuss oder dem Wahlausschuss.

### Städtische Unternehmen
Ein Teil der kommunalen Dienstleistungen wurde in Aktiengesellschaften ausgelagert, in denen die Stadt die Aktienmehrheit besitzt. So werden etwa die Gemeindewohnungen, die Wasserversorgung, das Stockholmer Stadttheater und anderes von Aktiengesellschaften verwaltet, die unter einer Konzernleitung, der Stockholms Stadshus AB, zusammengefasst sind.

### Städtepartnerschaften
- Belgrad, Serbien
- Istanbul, Türkei
- Sarajevo, Bosnien und Herzegowina
- Tirana, Albanien
- Tunis, Tunesien

### Wappen
Blasonierung des Stadtwappens von Stockholm: „In Blau ein goldenes hersehendes gekröntes Manneshaupt.“ Das Haupt stellt den Kopf König Eriks IX., des Heiligen, dar, auch Erik Jedvardsson genannt, König von 1156 bis 1160. Die Darstellung basiert auf dem mittelalterlichen Siegel der Stadt Stockholm.

## Kultur

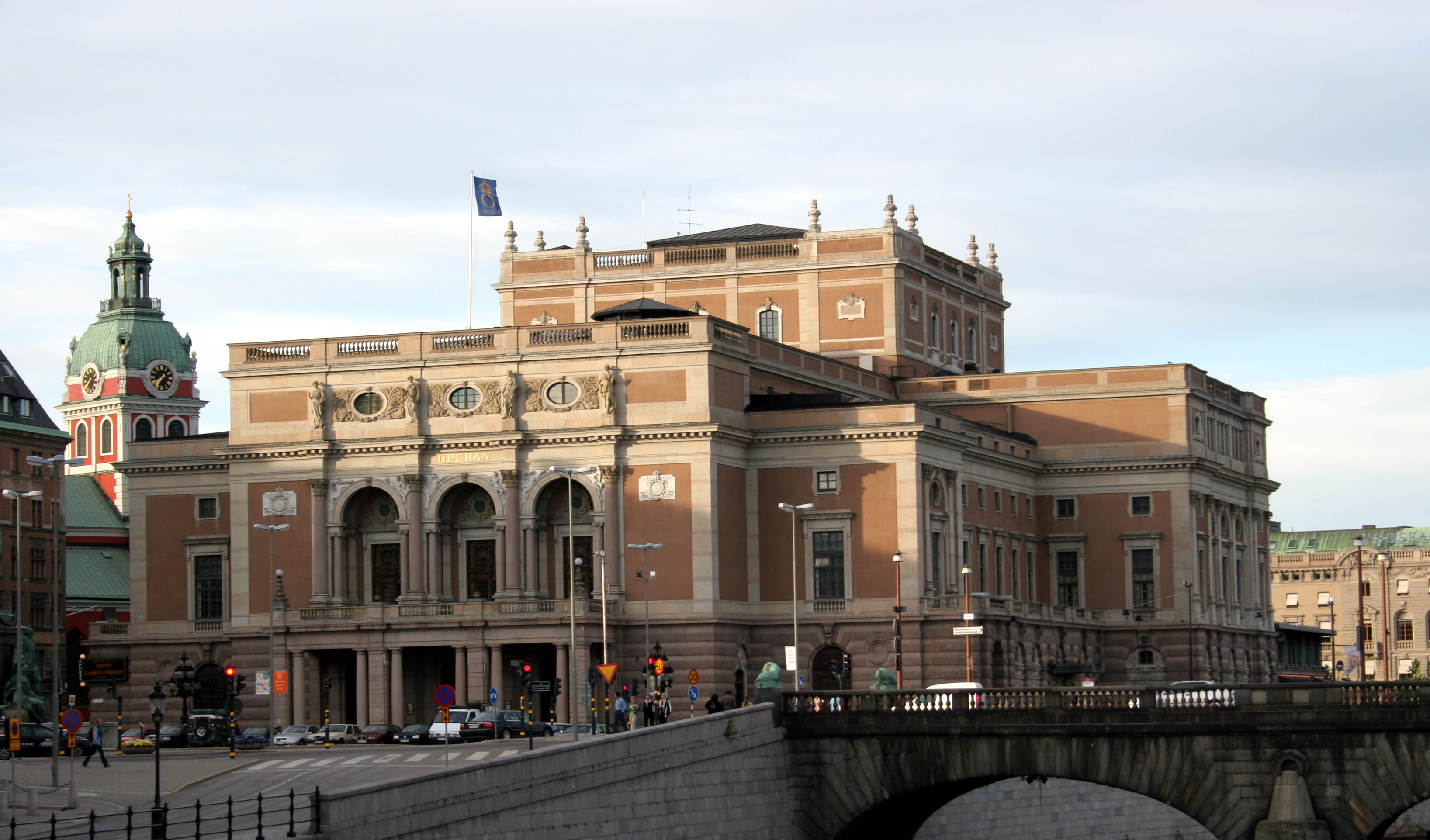
Königlich Schwedische Nationaloper

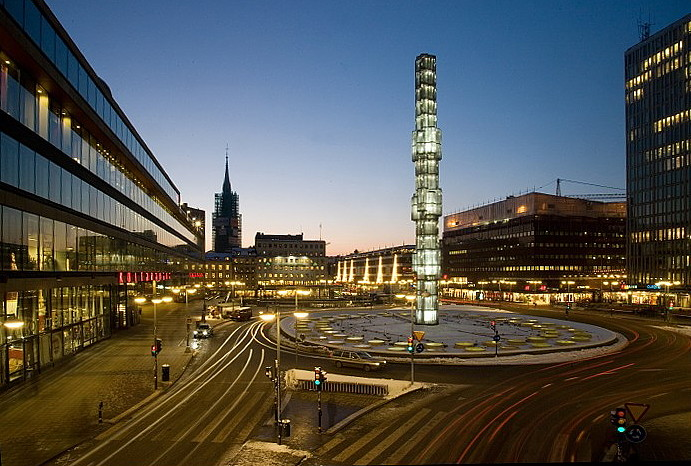
Sergels torg mit Kulturhuset

### Theater
In Stockholm gibt es eine Reihe von Theatern, darunter die Königliche Oper (Kungliga Operan), das Königliche Dramatische Theater (Dramaten) und das Stockholmer Stadttheater (Stadsteatern) sowie Privattheater wie die Volksoper (Folkoperan), das Moderne Tanztheater (Moderna dansteatern), das China-, Göta-Lejon-, Mosebacke-, Oscar-Theater und viele andere Bühnen. Das Orion Theater besteht als größte Avantgardebühne der Stadt bereits seit 1983 und präsentiert mehrere Theaterstücke jährlich, die nicht selten mit Livemusik ergänzt werden.

### Museen

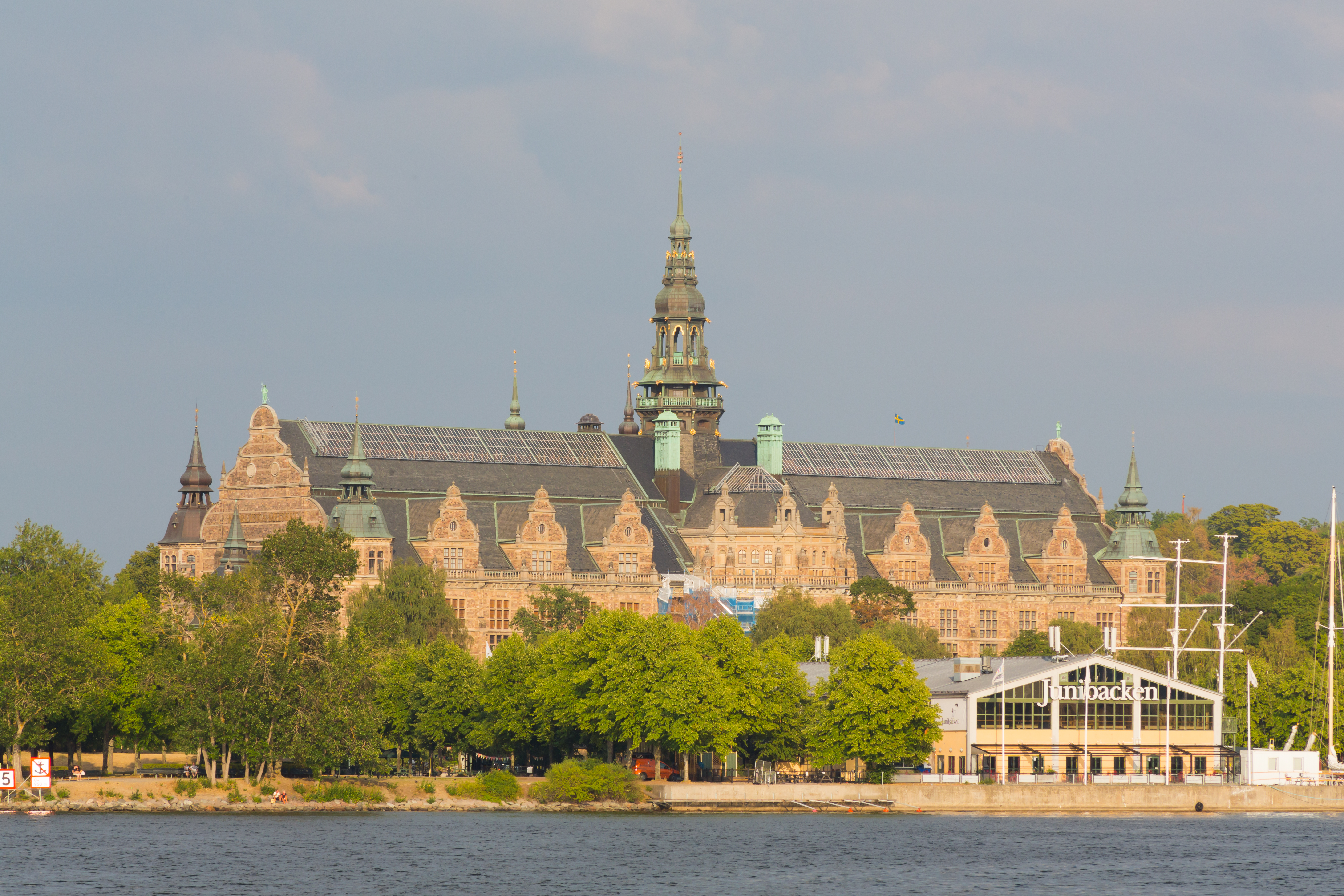
Nordiska Museet

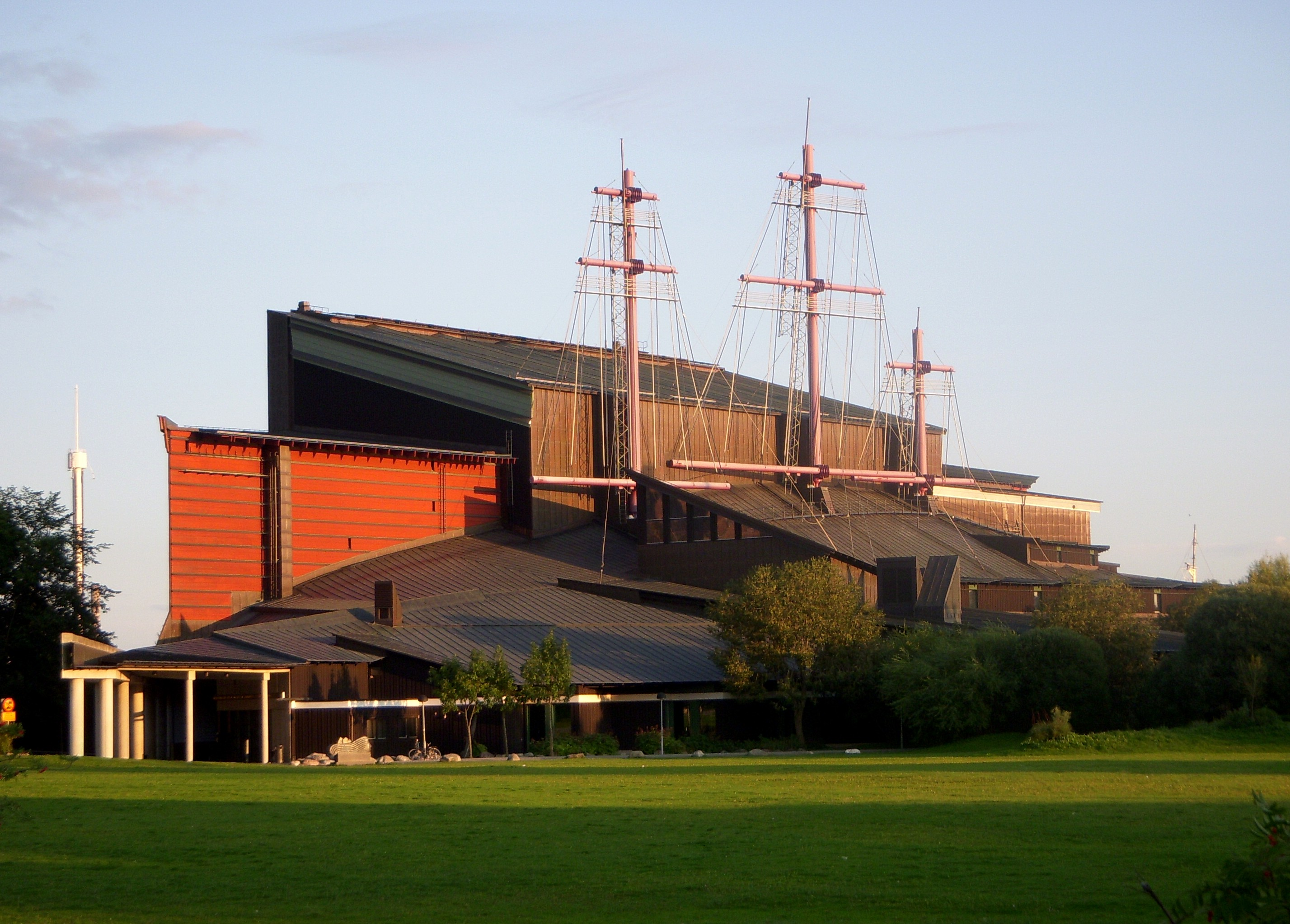
Das Vasa-Museum

Unter den zahlreichen Museen in Stockholm gibt es nationale Museen wie das Architekturmuseum, das dem Modernen Museum angegliedert ist, das ABBA-Museum, das Biologische Museum, das Ethnografische Museum Stockholm, das Historische Museum, das Seehistorische Museum, das Museum für Moderne Kunst (Moderna Museet), das Nationalmuseum, das Naturhistorische Reichsmuseum, das Technische Museum, das Vasa-Museum und andere. Die Geschichte und Gegenwart Stockholms wird im Mittelaltermuseum (Medeltidsmuseet), im Stockholmer Stadtmuseum und im Stockholmer Länsmuseum pädagogisch aufbereitet. Im Stockholmer Schloss befinden sich mehrere Museen zur Geschichte der Könige. Gegenüber dem Königsschloss residiert das Königliche Münzkabinett.

### Sport
Von den sportlichen Einrichtungen ragen das Olympiastadion Stockholm und die Globen Arena (offiziell seit 2021 Avicii Arena) heraus. Beide werden auch für Konzertveranstaltungen genutzt. Die Strawberry Arena in der Gemeinde Solna ist Heimat von AIK und der schwedischen Fußballnationalmannschaft. Das alte Nationalstadion Råsundastadion wurde 2013 abgerissen. In der Tele2 Arena tragen Djurgårdens IF und Hammarby IF ihre Heimspiele aus.
Nationale Meisterschaften im Männerfußball konnten bisher drei der Vereine aus Stockholm gewinnen. Von diesen hat Djurgårdens IF zwölf Meistertitel, AIK zwölf und Hammarby IF einen Titel, wobei AIK allerdings seit 1937 strenggenommen kein Stockholmer Verein mehr ist, da er in der Nachbargemeinde Solna angesiedelt ist. International am erfolgreichsten war der Frauenverein Djurgårdens IF/Älvsjö, der 2005 bis ins Finale des UEFA Women’s Cup vordringen konnte.
Die Eishockeyabteilung von Djurgårdens IF, die ihre Heimspiele zum Teil im Globen austrägt, konnte bisher 16-mal die Schwedische Meisterschaft gewinnen, zuletzt 2001. Die Mannschaften Hammarby IF und AIK Ishockey, die im neben der Globen Arena gelegenen Hovet spielen, wurden bisher acht- bzw. siebenmal Schwedischer Meister.
Hammarby IF HK konnte bisher drei Mal schwedischer Meister im Handball werden.
Erfolgreich im American Football sind die nationalen Rekordmeister Stockholm Mean Machines.
Im Juni findet der Stockholm-Marathon statt, Skandinaviens größter Marathon.

## Sehenswürdigkeiten
Das Stockholmer Stadtbild und seine Architektur sind von der besonderen Lage der Stadt an den Ufern des von Westen nach Osten verlaufenden Ausflusses des Mälaren, dem in nordsüdlicher Richtung verlaufenden Höhenrücken der Gletschermoräne und der zentralen Stadtinsel mitten im Strom geprägt.
Im Stadtgebiet gibt es zahlreiche kleine Parks, unter anderem den Tegnérlunden, der im Werk Astrid Lindgrens vorkommt.
Nachfolgend werden einige Inseln der Stadt genauer beschrieben. Hierbei bleibt die politische Gliederung der Stadt in Stadtbezirke unberücksichtigt.

### Stadsholmen, Gamla stan

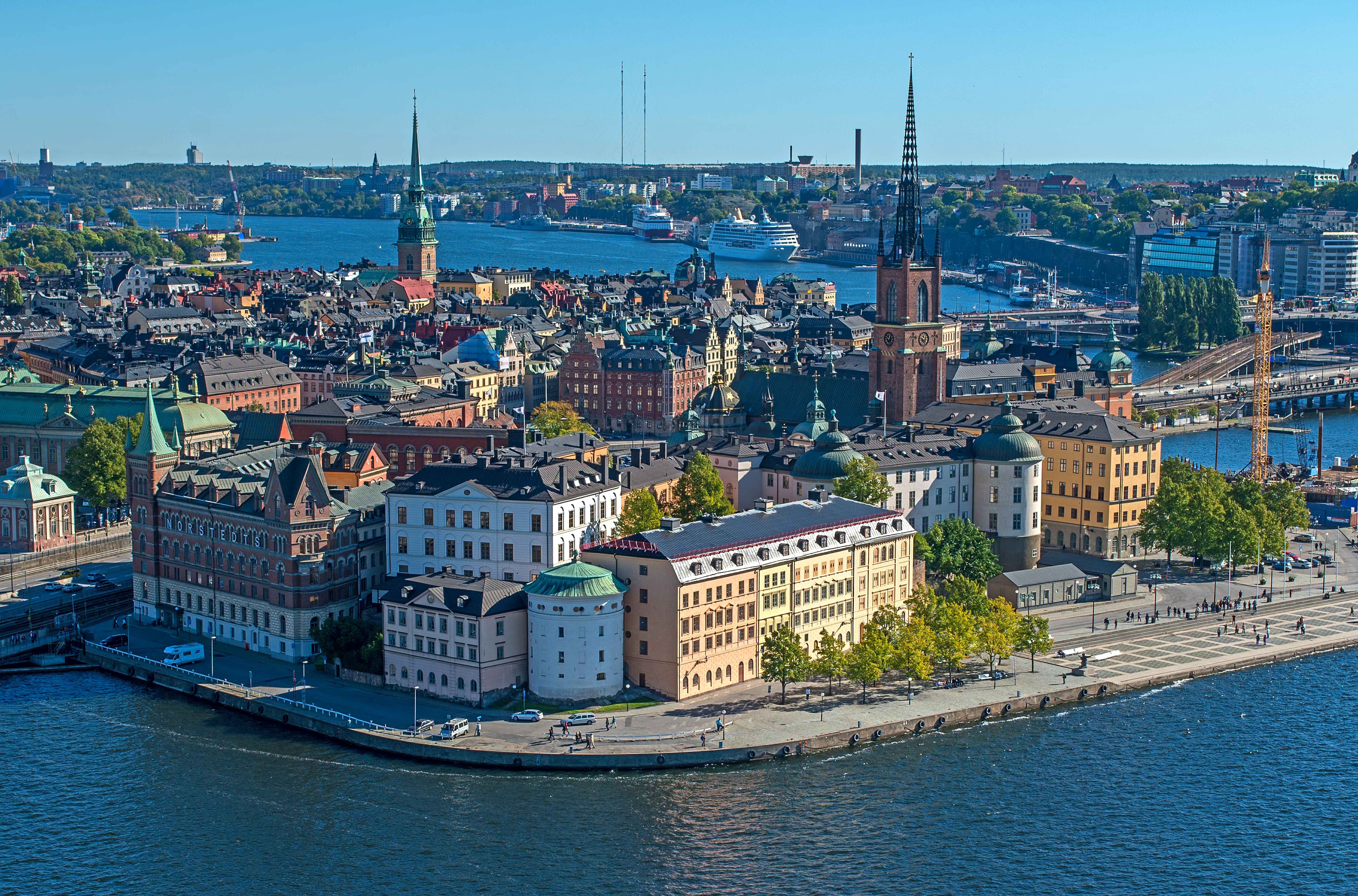
Gamla stan

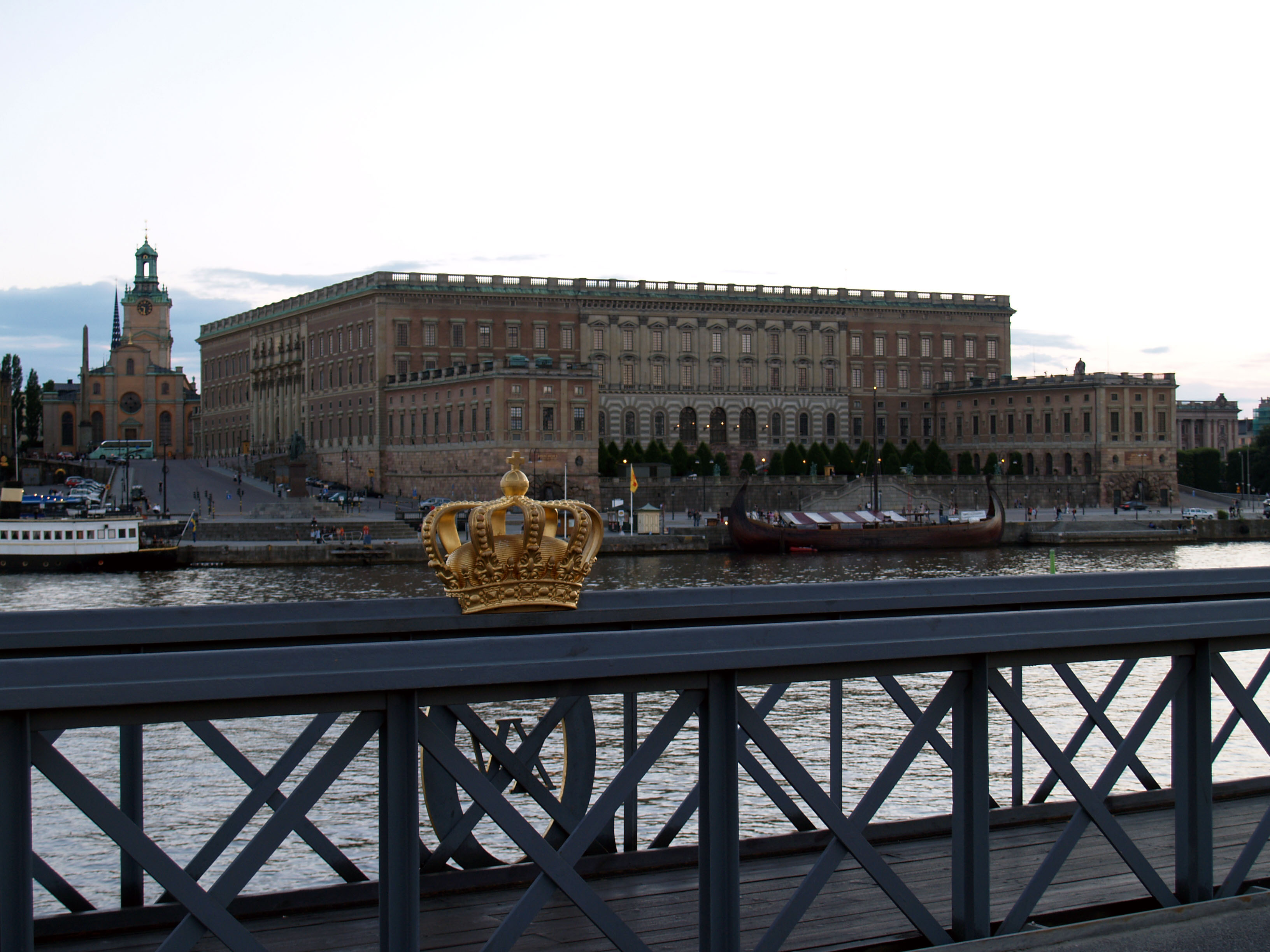
Das königliche Schloss und Storkyrkan (links)

Die Altstadt auf der Stadtinsel (Stadsholmen) weist noch immer das mittelalterliche Straßennetz mit den von Nord nach Süd über die Insel verlaufenden Straßen (Österlånggatan und Västerlånggatan) und schmalen, zum Wasser abfallenden Gässchen auf. Mitten darin befindet sich die deutsche Kirche (Tyska kyrkan). Einen anderen Eindruck machen im Norden der Insel die Paläste der Großmachtszeit wie das Ritterhaus und das im Norden zum Wasser hin gelegene Bondesche Palais, das Oxenstiernasche Palais und das Tessinsche Palais in der Nähe der Storkyrkan, dem Stockholmer Dom, und natürlich das Königliche Schloss, dessen mittlere Achse auf die Norrbro (Nordbrücke) weist, mit der die Altstadt über die Insel Helgeandsholmen mit Norrmalm, dem nördlichen Ufer, verbunden ist. Ein Großteil der Altstadt ist allerdings autofrei.

### Helgeandsholmen und Riddarholmen

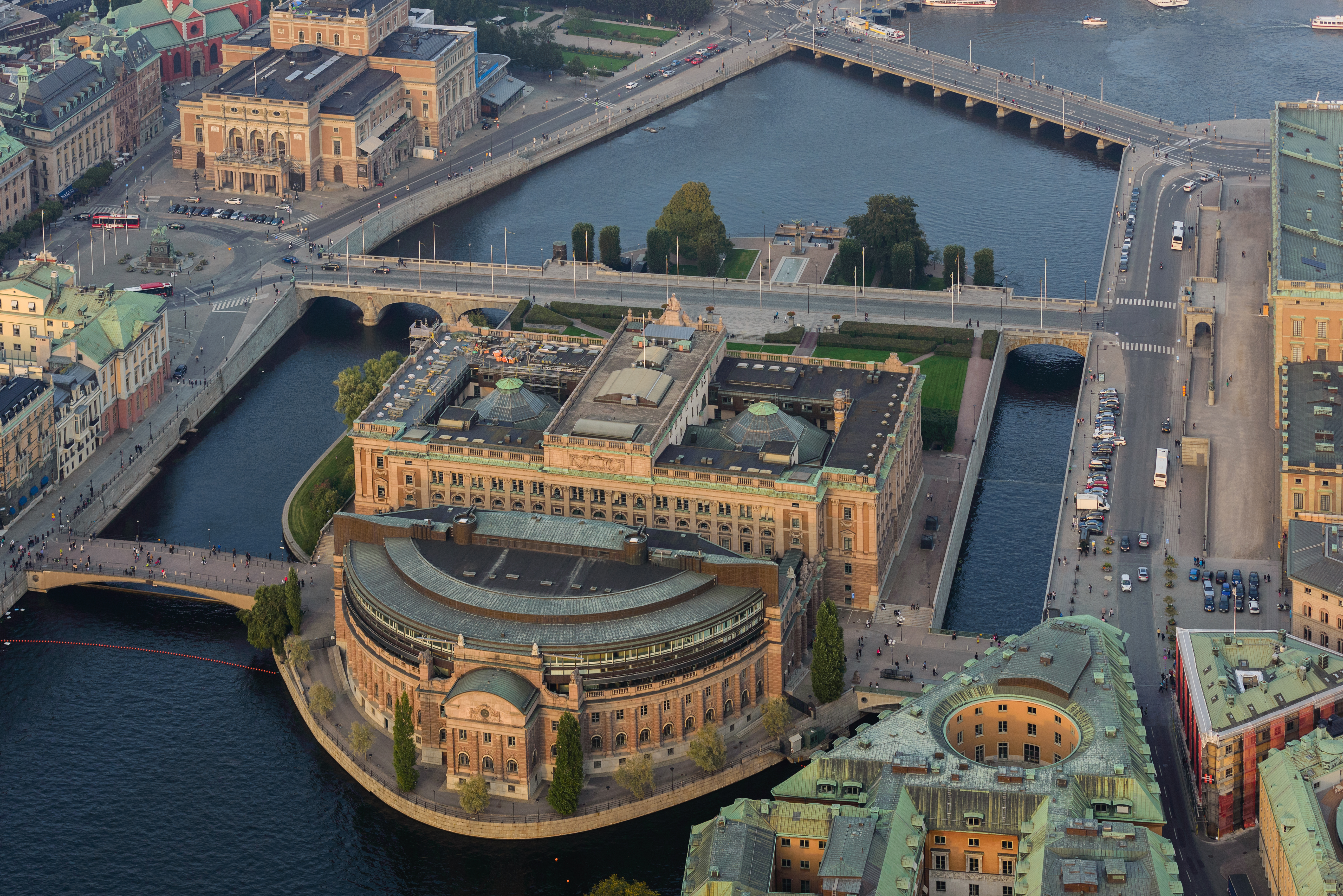
Die Insel Helgeandsholmen mit dem Reichstagsgebäude Riksdagshuset

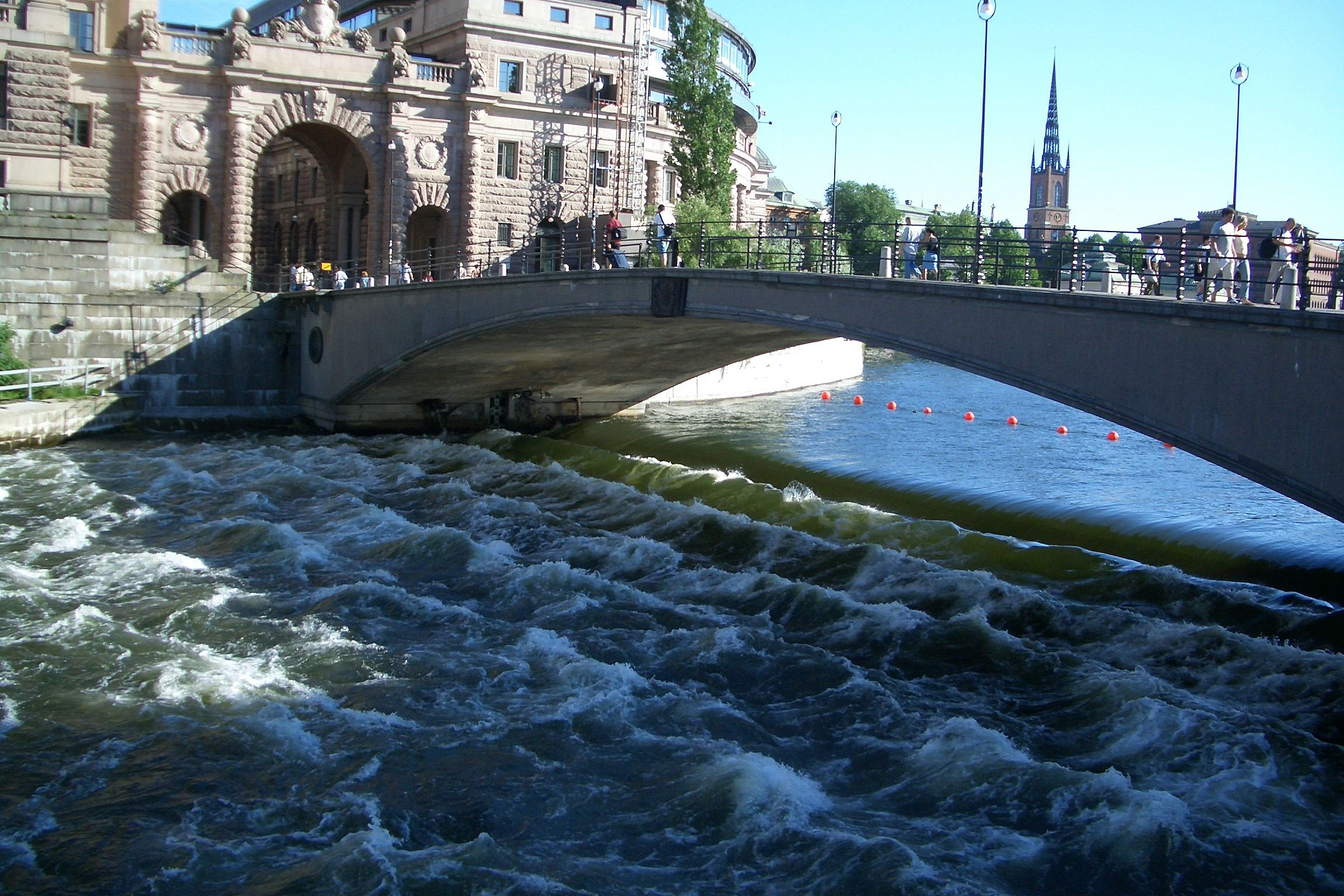
Stockholm: Übergang vom Süßwasser enthaltenden Mälarsee in die Ostsee. Im Hintergrund das Reichstagsgebäude Riksdagshuset

Die Insel Helgeandsholmen (Heiliggeist-Insel) beherbergt nur zwei Institutionen, das Medeltidsmuseum (Mittelaltermuseum) und das Reichstagsgebäude, Sitz des schwedischen Reichstags (der auch das ehemalige Gebäude der schwedischen Reichsbank in Anspruch nimmt).
Die Insel Riddarholmen im Westen der Stadtinsel ist eine stille Ecke mitten in der Stadt. Sie ist heute das Justizzentrum des Landes, Sitz insbesondere des Regeringsrätt sowie des Svea hovrätt. Im Wrangelschen Palais und den anderen Gebäuden befinden sich verschiedene Gerichte. Daneben befindet sich auch die Riddarholmskirche, Grabkirche vieler schwedischer Könige.

### Norrmalm

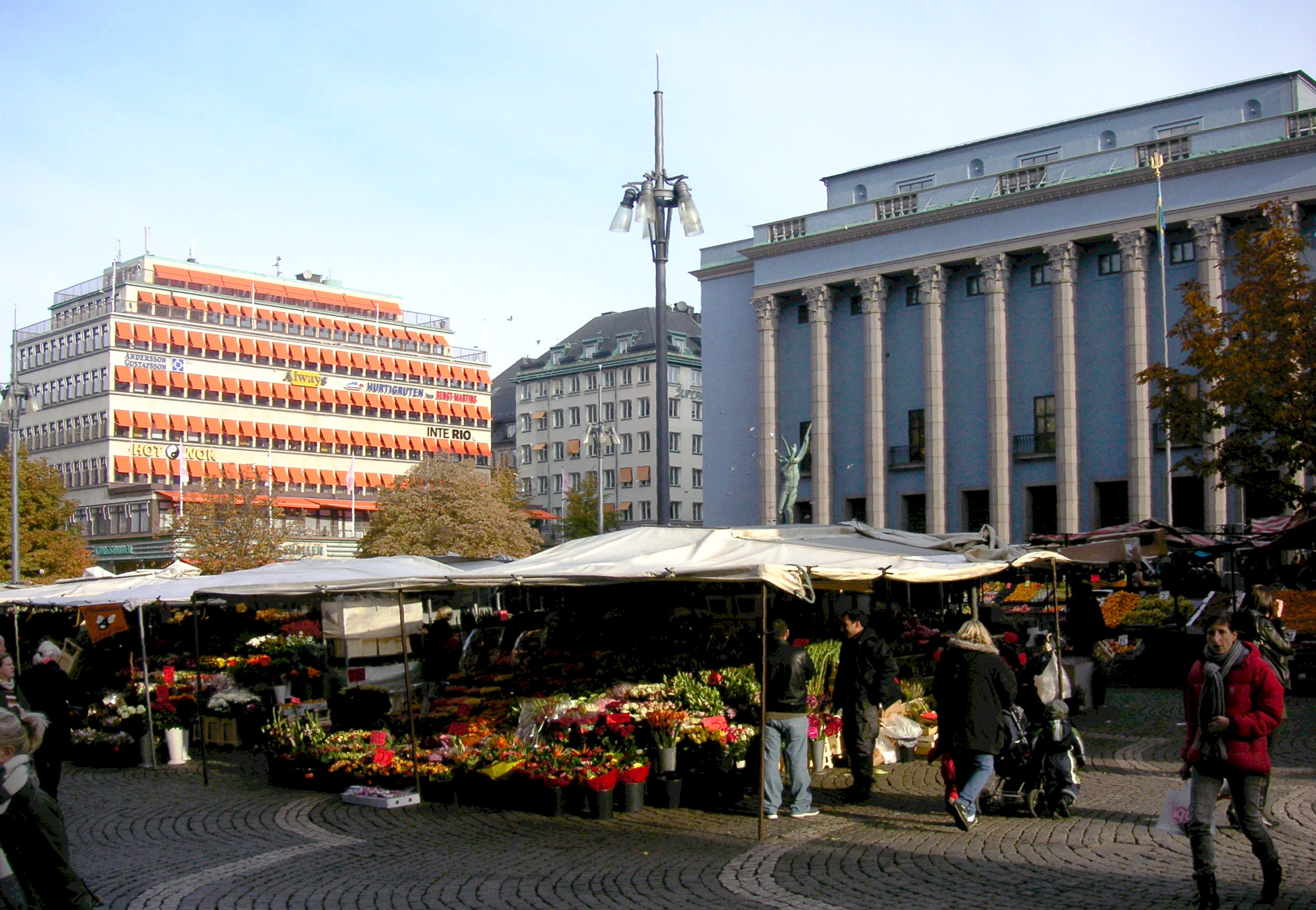
Hötorget, der Heumarkt

Vom Königlichen Schloss aus blickt man über Helgeandsholmen hinweg auf Norrmalm und sieht Rosenbad, den Regierungssitz der schwedischen Regierung, das Sagersche Haus, die Dienstwohnung des Premierministers, das Palais des Erbfürsten (Arvfurstens palats) – heute Außenministerium – und die Königliche Oper mit dem berühmten Restaurant Operakällaren.

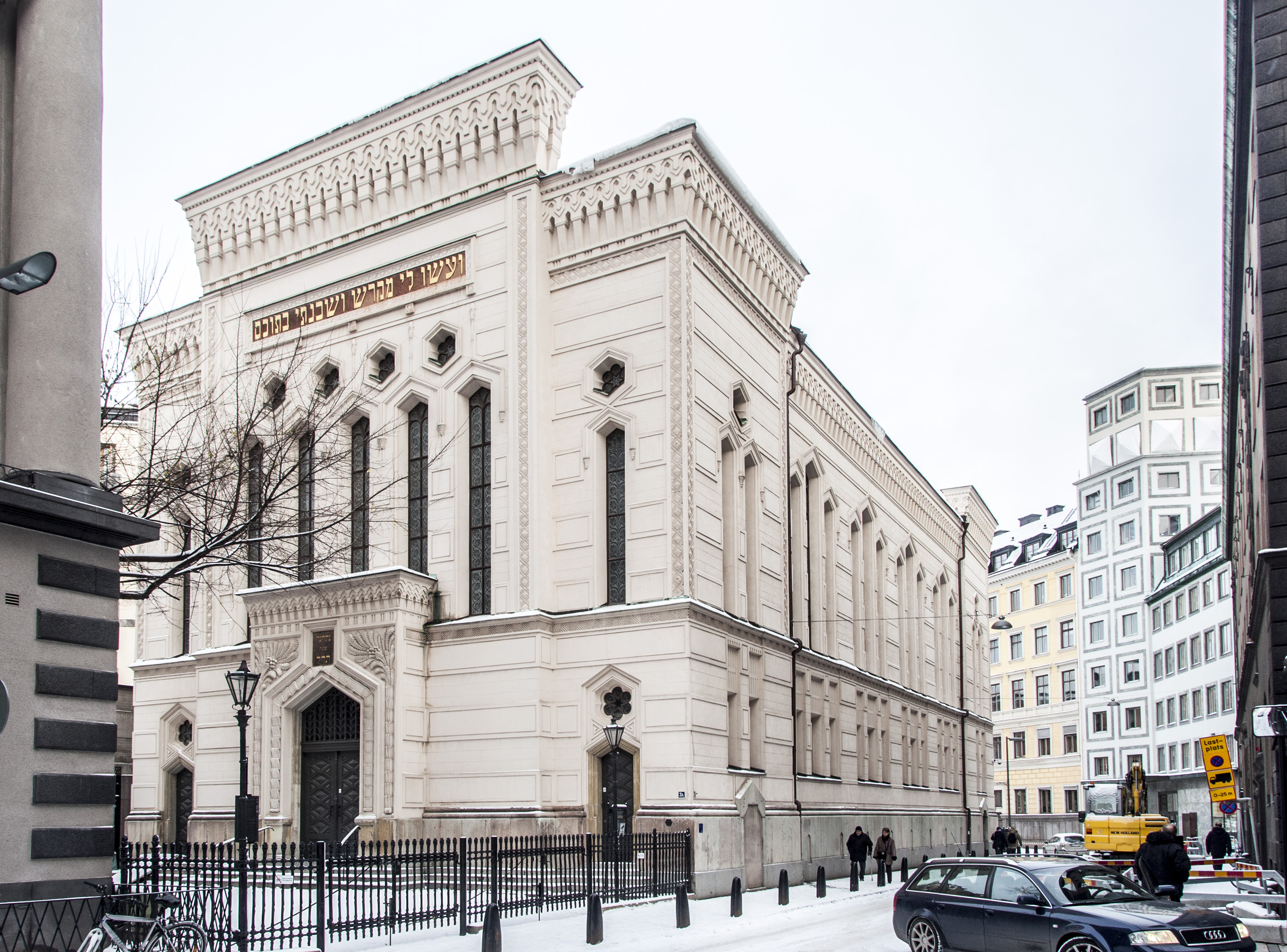
Die Große Synagoge von Stockholm

Dahinter beginnt die Innenstadt, das moderne Stockholm, das in den 1950er bis 1970er Jahren entstand, nachdem man über 400 Gebäude des Viertels Klara abgerissen und durch ein nach damaligem Geschmack modernes Zentrum ersetzt hatte. Achtzehnstöckige Gebäude wurden errichtet und in der Mitte wurde der Sergels torg (Sergelsplatz) als Symbol des modernen Wohlfahrtsstaates auf zwei Ebenen erbaut. Manchen mag er heute als Schandfleck erscheinen, andere sehen in ihm den Versuch, gesellschaftlichen Visionen architektonischen Ausdruck zu verleihen. An seiner Seite befindet sich Kulturhuset (Kulturhaus) mit dem Stadttheater. Die Drottninggatan ist eine moderne Einkaufsstraße mit zahlreichen Kaufhäusern.
Nicht selten hört man sogar von Schweden den etwas sarkastischen Spruch: „Schweden hat keine Bombenteppiche benötigt, um seine schöne Hauptstadt zu zerstören. Das hat man auch so geschafft.“ Ähnliche Umbaupläne wie für Norrmalm existierten auch für die Altstadt Gamla Stan. Allerdings wurden diese nie umgesetzt.
Der Kungsträdgården ist Treffpunkt für junge Leute. Hier finden im Sommer häufig Konzerte statt, im Winter kann man mitten in der Innenstadt in Schlossnähe Schlittschuhlaufen.

### Östermalm

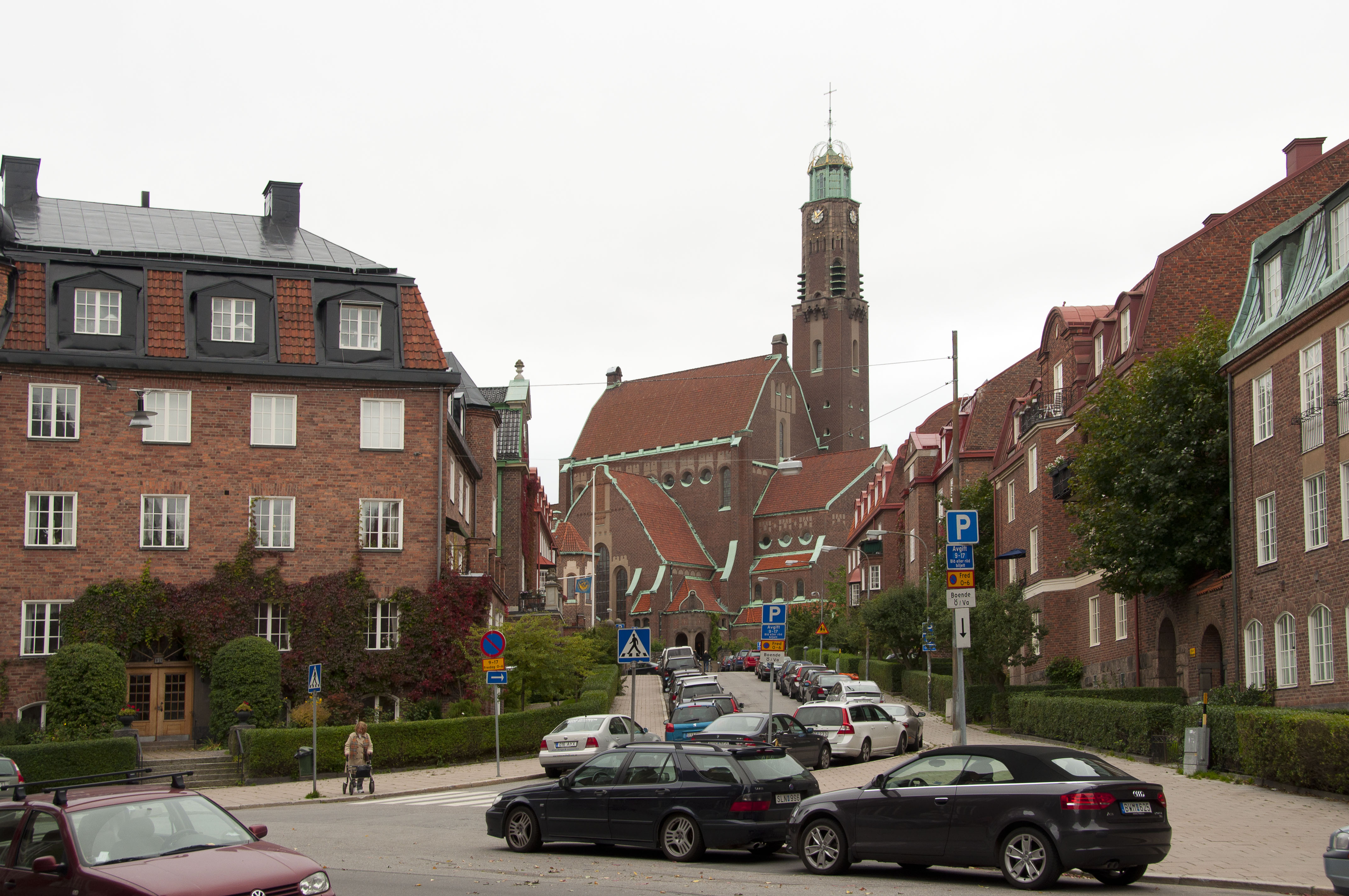
Stadtteil Lärkstaden mit der Engelbrektskyrkan

Östlich von Norrmalm erstreckt sich Östermalm, geprägt vom rechtwinkeligen Straßennetz der schwedischen Großmachtszeit. Vor allem die Wasserfront, der Strandvägen, war und ist Stockholms repräsentativste Adresse, was die Gründerzeithäuser in historistischem Stil zeigen. Wo der Strandvägen beginnt, liegt das Königliche Dramatische Theater (Dramaten). Vor dem Theater liegt der Berzelius-Park, in dem sich das Berns, Theater und Restaurant, befindet, dessen rotes Zimmer durch Strindbergs Roman Das rote Zimmer berühmt geworden ist. In der Nähe befindet sich der Königliche Hofstall. In Östermalm liegen der sternförmige Karlaplan, der Östermalms torg (Östermalmsplatz) mit der Markthalle Östermalms Saluhall und die Hedwig-Eleonora-Kirche. Inmitten des einheitlichen Quartiers Lärkstaden liegt die mächtige Engelbrektskyrkan, eine Kirche im Stil der Nationalromantik.

### Djurgården

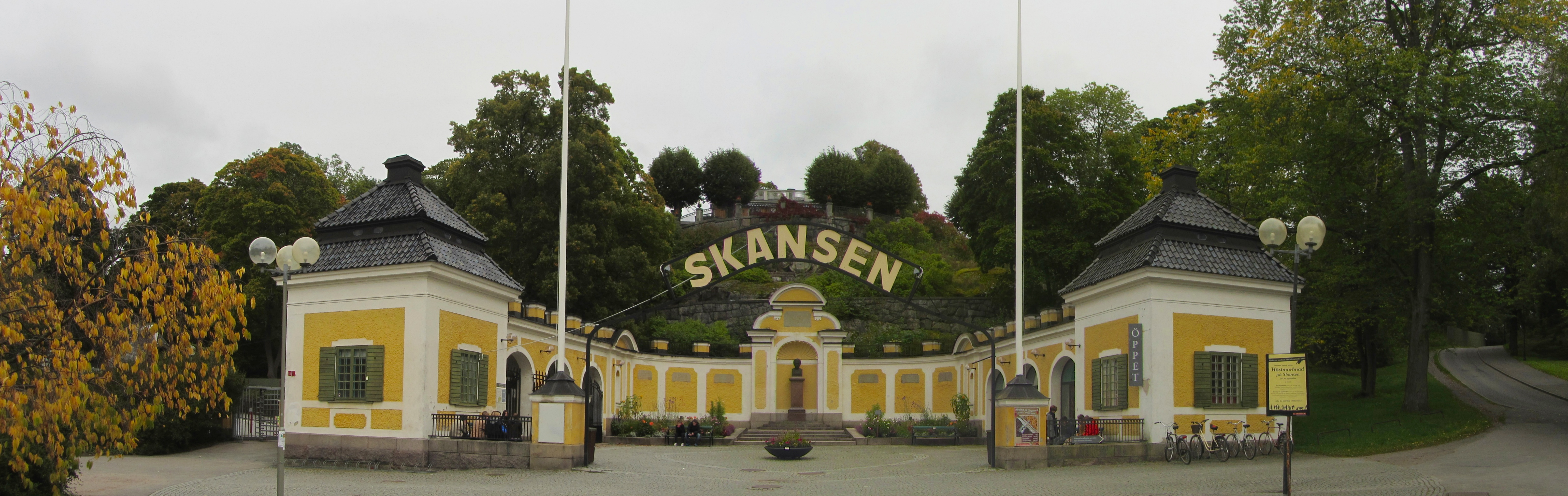
Skansens Haupteingang 2012

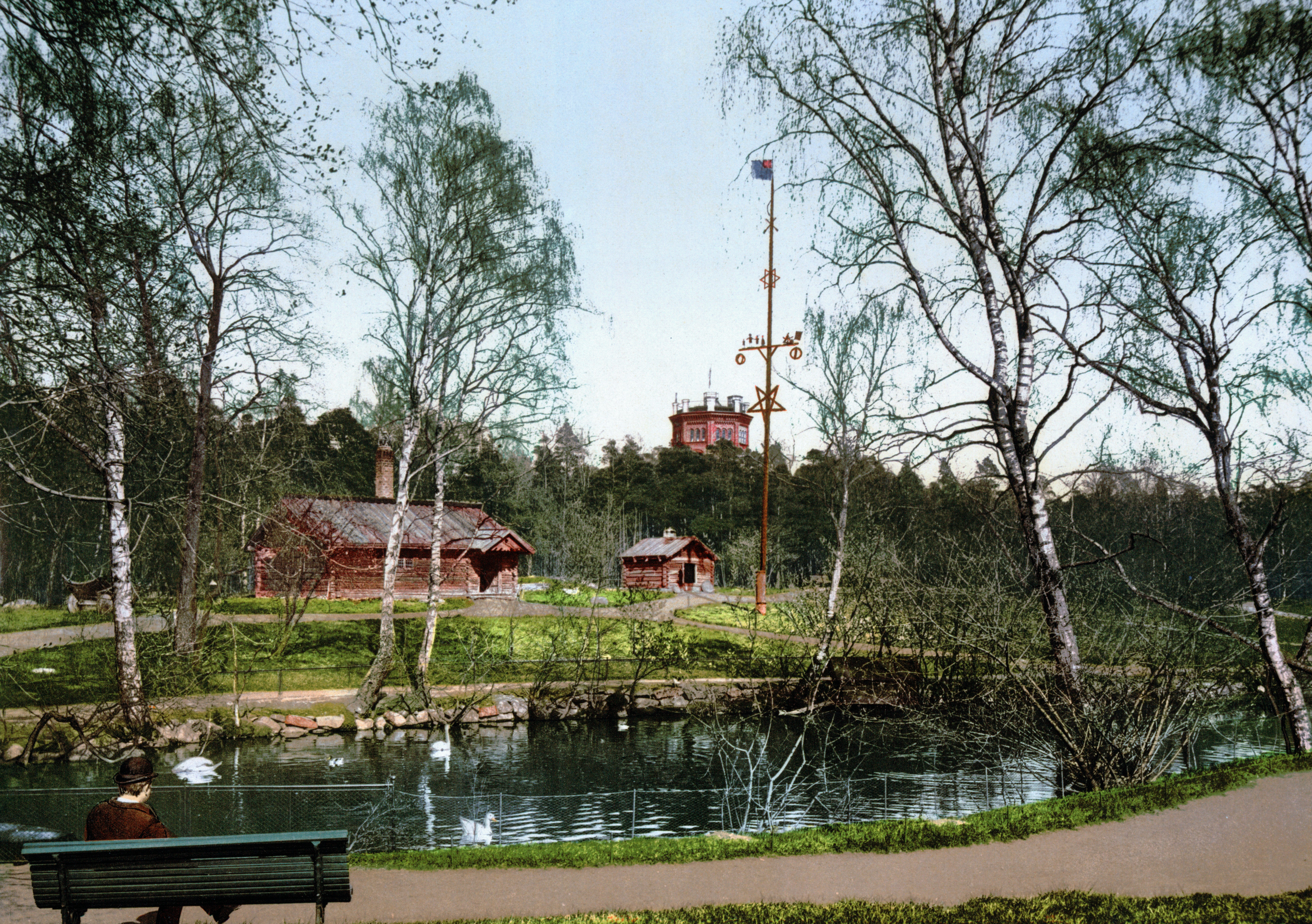
Stockholms Skansen um 1895

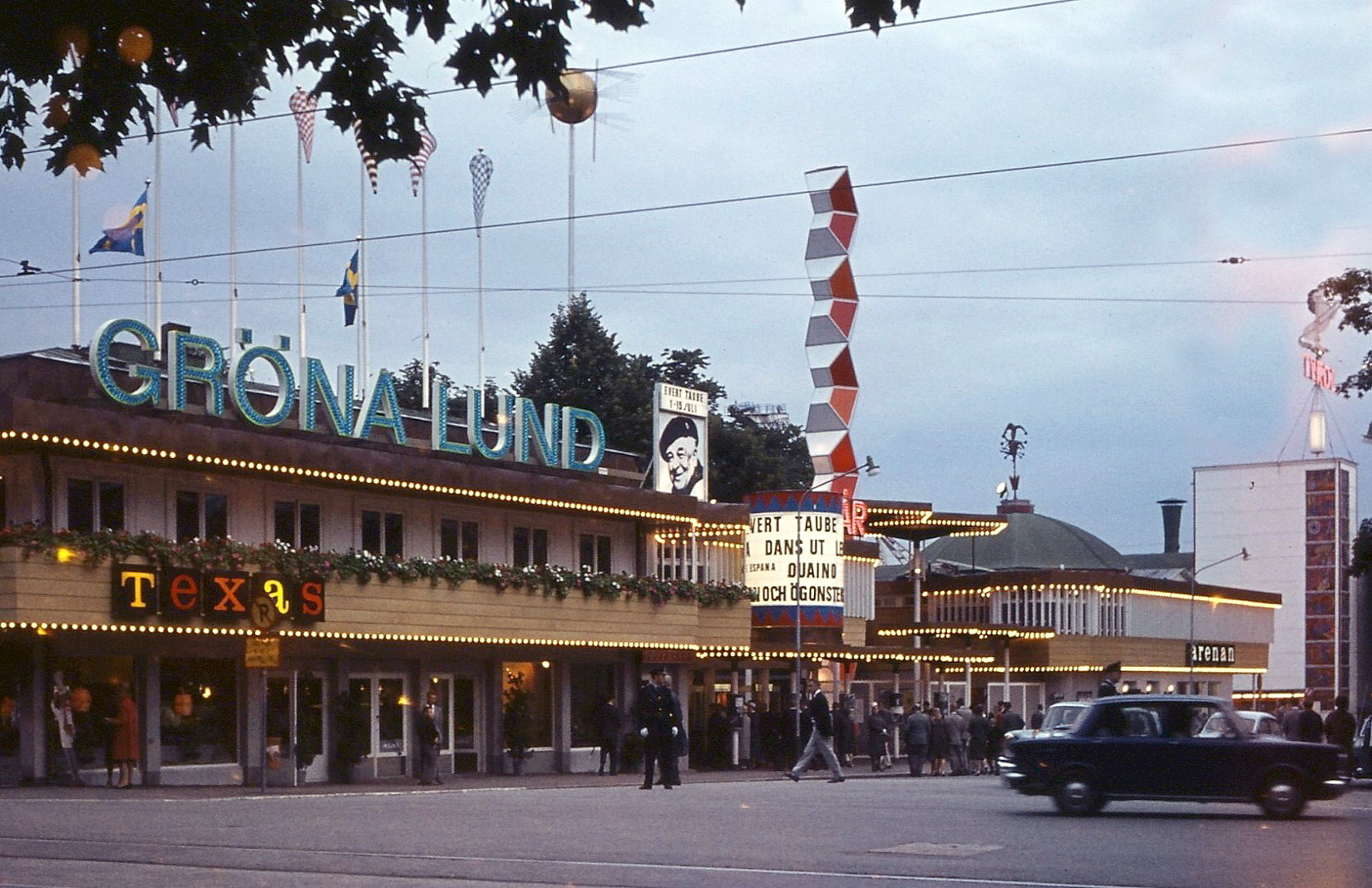
Gröna Lunds Haupteingang 1963

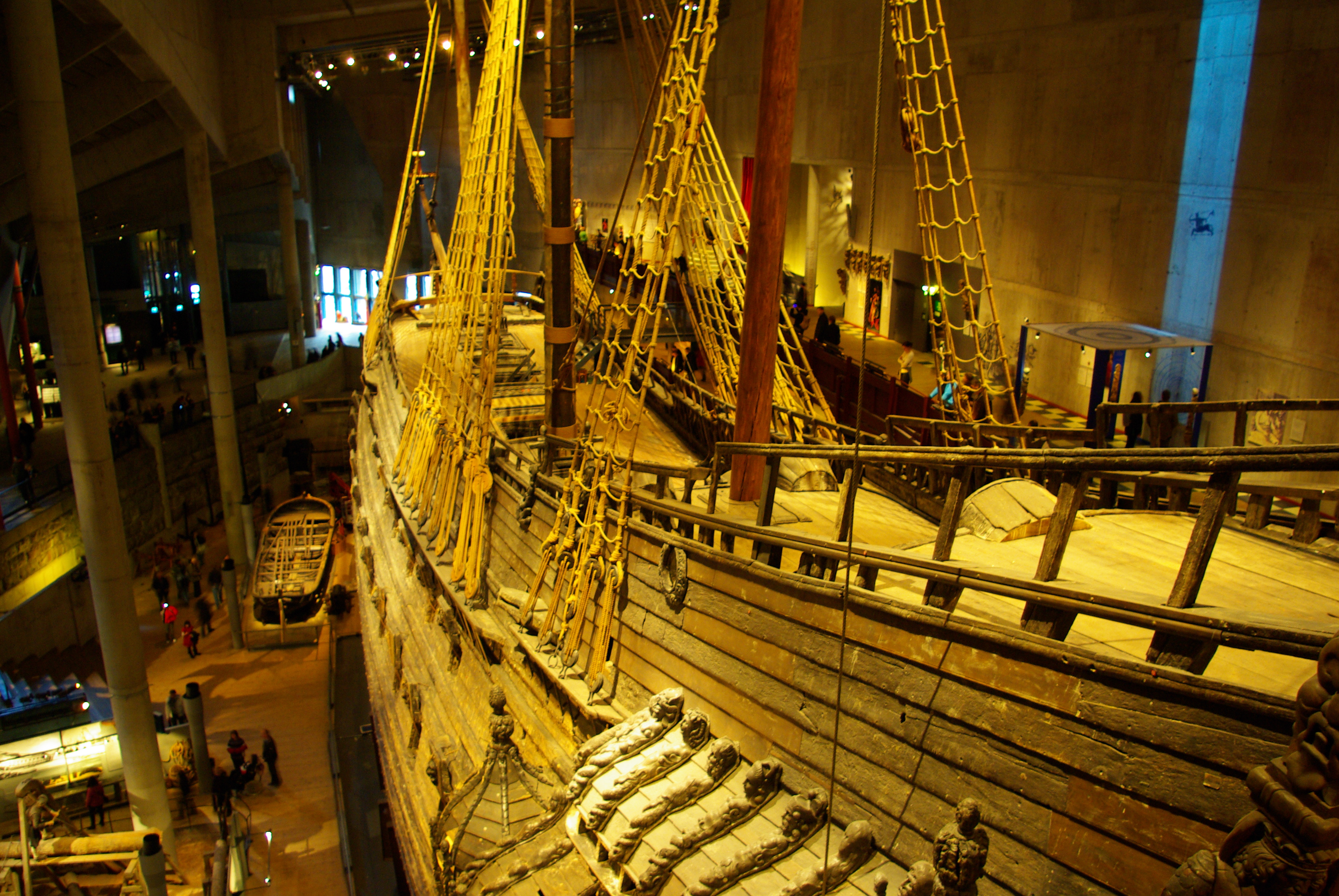
Schiff Vasa im Vasa-Museum

Vom Karlaplan führt der Narvavägen über die Djurgårdsbrücke auf die Insel Djurgården, die auch heute noch vorwiegend ein Naturpark und Ausflugs- und Erholungsgebiet für die Stockholmer ist. Über die Brücke kommt man entlang dem Djurgårdsvägen zu einer Reihe von Museen, wie z. B. dem Vasa-Museum, dem Nordiska Museet, Thielska galleriet und Liljevalchs konsthall, Vergnügungsstätten, wie z. B. Gröna Lund und Circus, sowie Gasthäusern aus dem 19. Jahrhundert, wie das in der Literatur verewigte Hasselbacken. In dessen Nähe befindet sich auch der Haupteingang zu Schwedens erstem und größtem Freilichtmuseum Skansen. Südlich von Gröna Lund befindet sich der historische Stadtteil Djurgårdsstaden mit Bebauung aus dem 17. und 18. Jahrhundert. Auf der Landzunge Waldemarsudde liegt die Villa des Prinzen Eugen, die heute Museum ist und Bilder des Prinzen sowie seiner Zeitgenossen zeigt und damit einen Überblick über die schwedische Malerei der Jahrhundertwende (1900) gibt. Von Djurgården führt eine Fähre zurück auf die Stadtinsel.
Djurgården ist Teil des Ökoparks (schwedisch: Ekoparken), es handelt sich hierbei um den ersten Nationalstadtpark (schwedisch: Nationalstadsparken) der Welt, der 1994 ins Leben gerufen wurde.

### Blasieholmen, Skeppsholmen und Kastellholmen
Zwischen der Stadtinsel und Djurgården liegen Blasieholmen, Skeppsholmen und Kastellholmen. Auf Blasieholmen befinden sich das pompöse Grand Hotel, dessen Hauptfassade zur Stadtinsel weist, und das schwedische Nationalmuseum. Skeppsholmen und dessen Anhängsel Kastellholmen beherbergten früher Einrichtungen der Kriegsmarine, die im 20. Jahrhundert von Museen (beispielsweise Ostasiatisches Museum, Modernes Museum, Architekturmuseum) übernommen worden sind.

### Kungsholmen

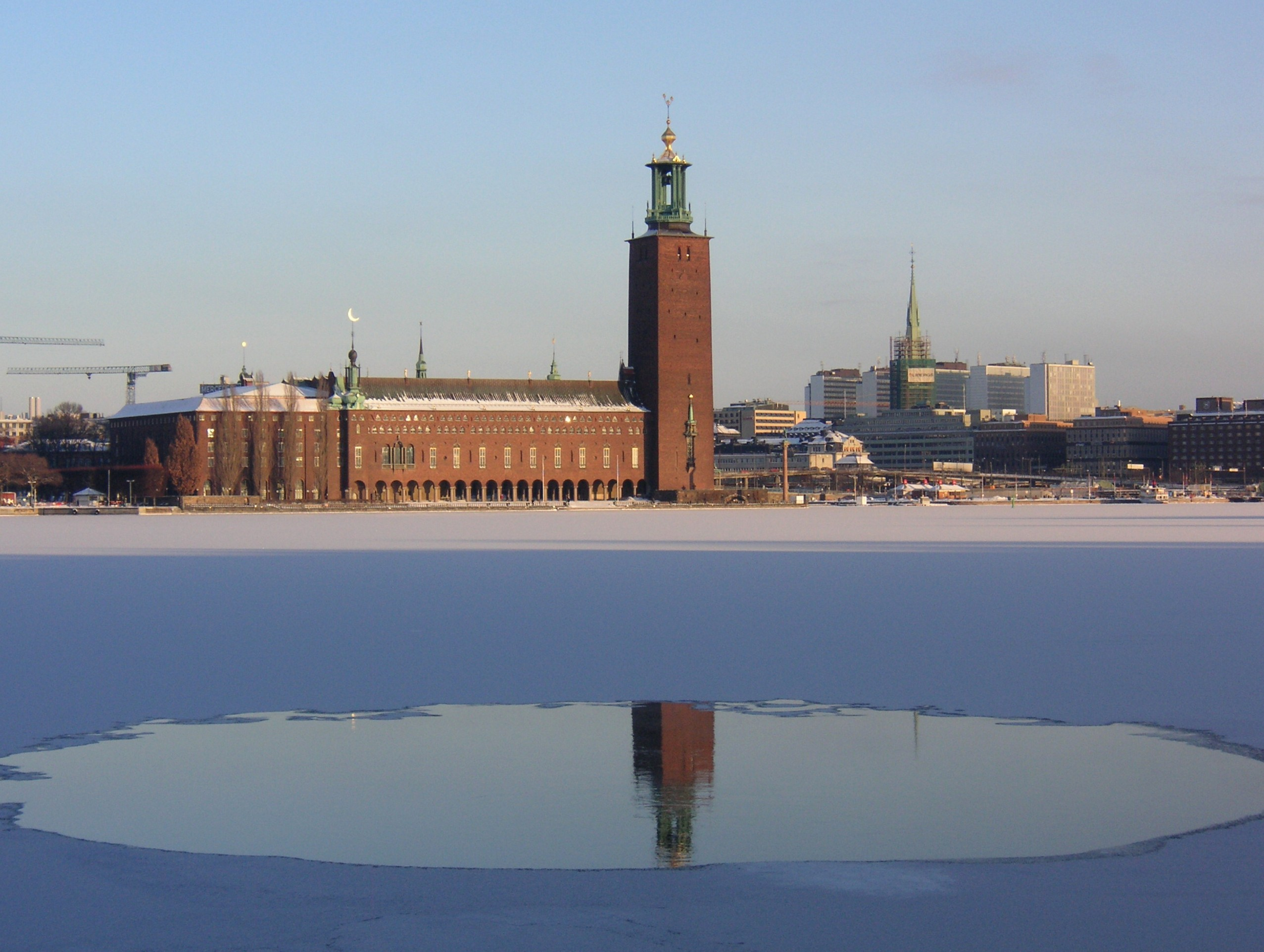
Stockholms Stadshus 2006

Wendet man sich auf der Stadtinsel nach Nordwesten, sieht man die östliche Spitze der Insel Kungsholmen mit dem Stockholmer Rathaus (Stockholms stadshus), in dessen Blauer Halle alljährlich das Nobelfest stattfindet – das Bankett zu Ehren der Nobelpreisträger im Anschluss an die feierliche Verleihung der Nobelpreise im Konzerthaus.
Kungsholmen beherbergt Parks und Badeplätze.

### Södermalm

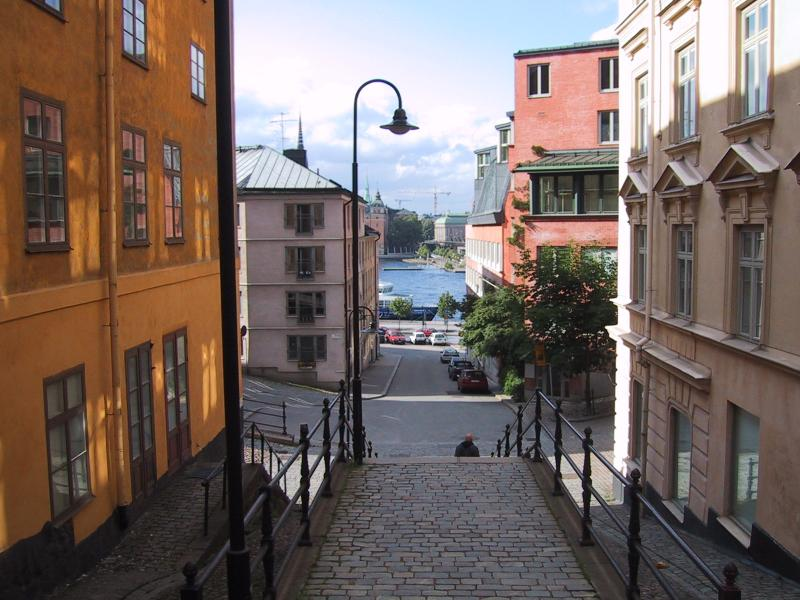
Södermalm

Am südlichen Ende der Stadtinsel befindet sich Slussen, die Schleuse, über die man mit dem Boot vom Mälaren in die Ostsee kommt. Slussen verbindet auch Stadsholmen mit der Insel Södermalm (im Volksmund Söder), die sich hier über 50 Meter aus dem Wasser erhebt. Mit dem 38 Meter hohen Katarinahissen kommt man von Slussen zum Mosebacke torg, an dem sich zwei Theater befinden. In der Nähe liegt die Katarinakirche, ein Meisterwerk aus dem 17. Jahrhundert. Im Osten der Insel auf den Hügeln Åsöberget und Vita bergen mit der Sofiakirche gibt es noch kleine Holzhäuser, wie sie für die Besiedlung des 17. und 18. Jahrhunderts typisch waren.
Das Innere der Insel ist mit Wohnblöcken aus der zweiten Hälfte des 19. Jahrhunderts und der Jahrhundertwende bebaut – in dieser Zeit entstand auch St. Erik, heute katholische Bischofskirche für ganz Schweden –, während der südliche Teil Bebauung aus dem 20. Jahrhundert aufweist. Ein völlig neuer und architektonisch interessanter Stadtteil wurde Ende der 1980er Jahre im Gebiet des Bahnhofs Stockholm Södra (westlich des Medborgarplatzes) errichtet.
Im südlichen Teil Södermalms befindet sich das Szeneviertel SoFo (South of Folkungagatan).
Seit 2015 verwandelt die Stadt unter dem Namen „Levande Stockholm“ (belebtes Stockholm) von Mai bis September einige der belebten Straßen zu autofreien Fußgängerzonen. Cafés und Restaurants erweitern in dieser Zeit ihre Außengastronomieflächen und schaffen Sitzflächen.

## Wirtschaft und Infrastruktur

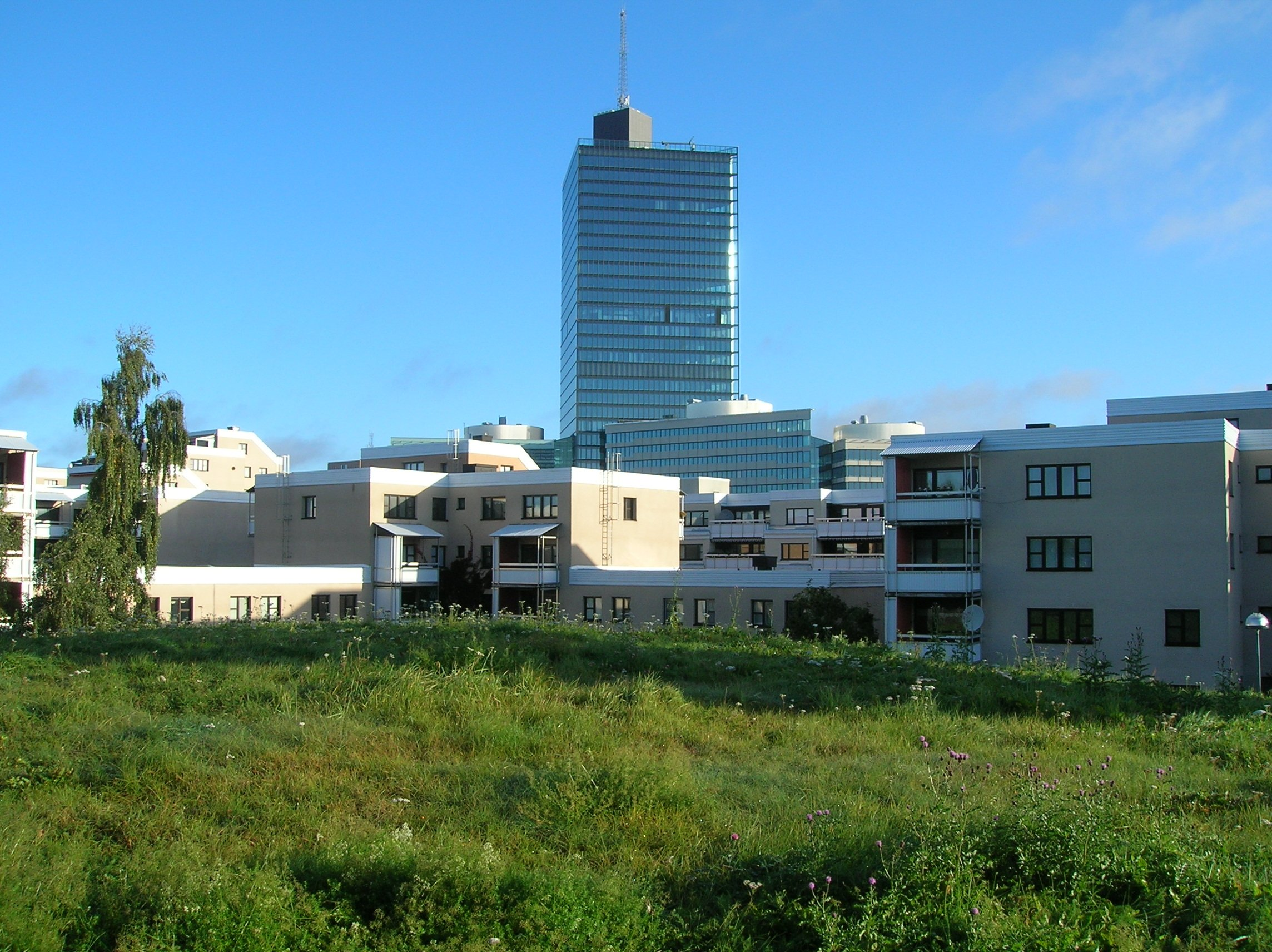
Hochtechnologiezentrum Kista

Laut einer Studie aus dem Jahr 2014 erwirtschafte der Großraum Stockholm ein Bruttoinlandsprodukt von 143,0 Milliarden US-Dollar (KKB). In der Rangliste der wirtschaftsstärksten Metropolregionen weltweit belegte er damit den 91. Platz. Das BIP pro Kopf betrug 56.250 US-Dollar. In einer Rangliste der wichtigsten Finanzzentren weltweit belegte Stockholm den 42. Platz (Stand: 2018).

### Ansässige Unternehmen
Stockholm ist Schwedens Dienstleistungszentrum. 85 Prozent aller Beschäftigten arbeiten im öffentlichen und privaten Dienstleistungsbereich, aber nur 10 Prozent in der Herstellungsindustrie. Dennoch gehört Stockholm zu den größten Industriegebieten Schwedens. Die fehlende Schwerindustrie ließ die Stadt zu einer der saubersten Metropolen der Welt werden.
Die steigende Zahl von Unternehmen im Hochtechnologie-Bereich wog in den letzten Jahrzehnten die Abwanderung traditioneller Industriebetriebe auf. Zu den großen Industrieunternehmen in der Region zählen heute Ericsson, IBM Svenska AB und Electrolux, der Arzneimittelhersteller AstraZeneca, graphische Betriebe des Bonnier-Konzerns und andere. Im Norden der Stadt (Kista) entstand im letzten Jahrzehnt eines der größten IT-Zentren Europas.
Stockholm ist auch das Medienzentrum des Landes mit vier überregionalen Tageszeitungen und einer Reihe kleiner Zeitungen, Verlagen (unter anderem dem Bonnier-Konzern), Sitz des staatlichen Rundfunks (SR) und der öffentlich-rechtlichen Fernsehgesellschaft SVT sowie weiterer Medienunternehmen.
Auch die schwedischen Banken (so zum Beispiel Swedbank, Handelsbanken und Skandinaviska Enskilda Banken, die zu den zehn größten Unternehmen in Stockholm gehören) haben ihren Hauptsitz in Stockholm, wo sich auch die Börse Stockholm befindet. Auch der Nordic Growth Market sitzt als Wertpapierhandelsplatz hier. Zusammen mit den Hauptsitzen der Versicherungsgesellschaften (Skandia und andere) und von Investmentunternehmen machen sie Stockholm zum wichtigsten Finanzzentrum Schwedens.
Insgesamt befinden sich die Hauptsitze von über 40 Prozent aller schwedischen Unternehmen mit mehr als 200 Angestellten in Stockholm. Aber nicht nur Unternehmenszentralen, sondern auch die Zentralbehörden der staatlichen Verwaltung sowie die nationalen politischen Institutionen (wie Regierung und Reichstag) in Stockholm machen die Stadt zum Machtzentrum des Landes.
In den letzten Jahren ist auch der Tourismus zu einem wichtigen Wirtschaftszweig geworden. Seit 1991 ist die Anzahl der Übernachtungen um 80 Prozent von vier auf über sieben Millionen gestiegen. Festivals wie das Stockholm Waterfestival und große Sportveranstaltungen wie der Stockholm-Marathon sind wichtige Attraktionen.
Seit 2005 hat das Europäische Zentrum für Seuchenprävention ECDC seinen Sitz in Stockholm.
Damit sich die Wirtschaft präsentieren und weitere Kontakte knüpfen kann, hat Stockholm auch eine Messe (Stockholmsmässan).

### Verkehr

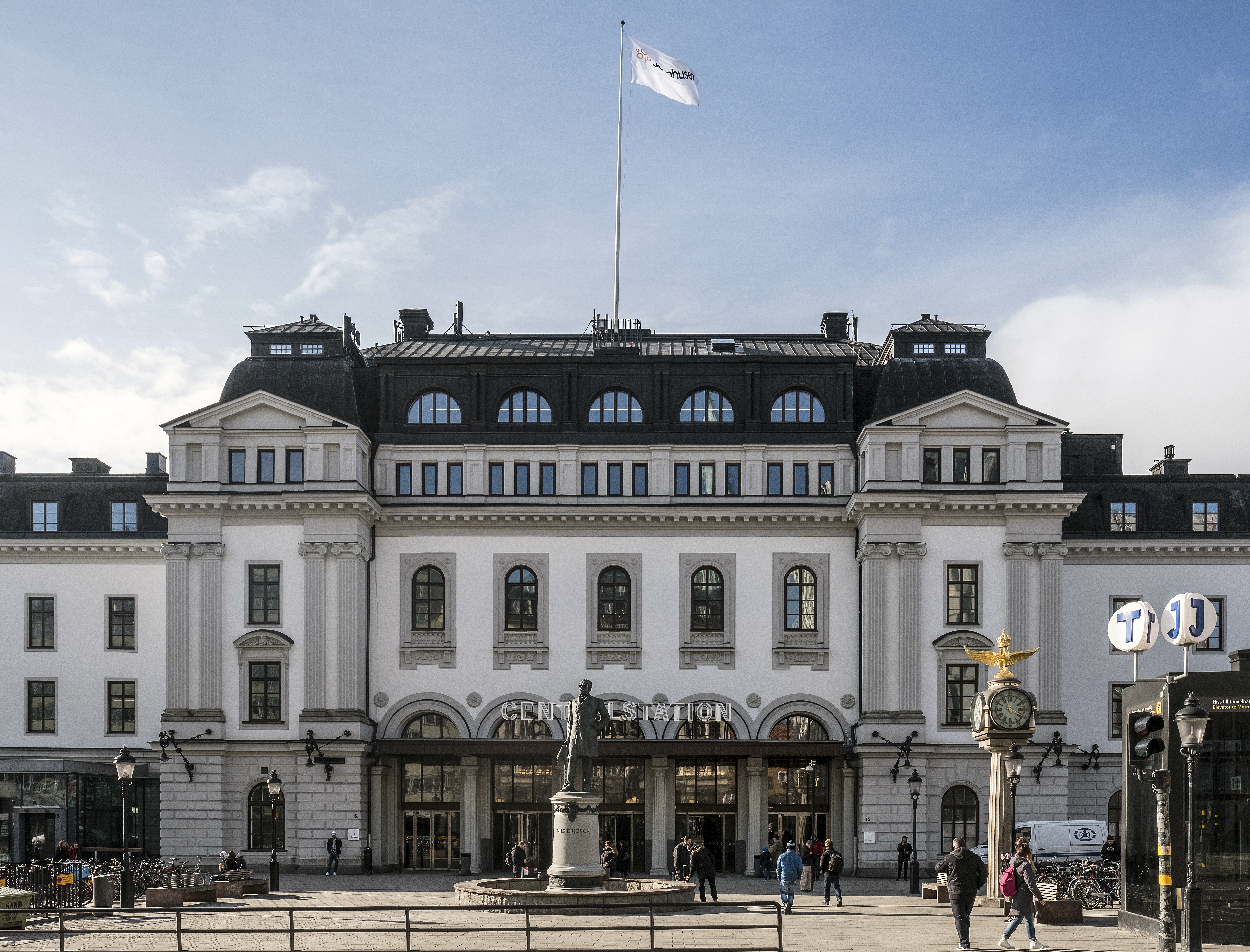
Der Hauptbahnhof Stockholm C

#### Schifffahrt
Stockholm ist eine wichtige Fährhafenstadt mit Verbindungen nach Helsinki, Mariehamn, Sankt Petersburg, Turku und Tallinn; eine Fährverbindung nach Deutschland gibt es seit 2002 nicht mehr. 2017 wurden im Stockholmer Hafen bei 263 Anläufen von Kreuzfahrtschiffen rund 600.000 Passagiere gezählt. 2016 waren es bei 230 Anläufen 490.000 Passagiere.
Am 27. Mai 2020 wurde etwa fünfzig Kilometer südlich von Stockholm der Hafen Norvik in Betrieb genommen, zunächst für den Containerumschlag. Der Bau dieses Hafens begann im September 2016, er soll die bisher genutzten Anlagen in Stockholms Freihafen ersetzen. Betreiber des 32 Hektar großen Containerterminals mit einer Kailänge von 800 m und einer Kapazität von 500.000 TEU im Jahr ist Hutchison Ports. Die Wassertiefe des Hafens beträgt 16,5 Meter. Im Herbst 2020 sollen hier auch die 12 Hektar großen Anlagen für den RoRo-Verkehr mit einer Kailänge von 525 m und einer Umschlagkapazität von 200.000 Einheiten im Jahr in Betrieb genommen werden.

#### Luftverkehr
Es gibt einen zentral gelegenen Regionalflughafen im Stadtteil Bromma. Der nächstgelegene internationale Flughafen ist der Flughafen Stockholm/Arlanda, der 40 km nördlich von Stockholm liegt. Die beiden Flughäfen bei Stockholm-Skavsta (Nyköping) und Stockholm-Västerås befinden sich etwa 100 km südlich bzw. westlich von Stockholm, benutzen aus Marketing-Gründen aber trotzdem den Namen Stockholm.

#### Eisenbahn
Stockholm ist der wichtigste Knotenpunkt des schwedischen Eisenbahnnetzes. Hier befindet sich mit Stockholm C der größte Bahnhof des Landes.

#### Öffentlicher Personennahverkehr
Dem öffentlichen Verkehr dienen die U-Bahn (Tunnelbana), S-Bahn-ähnliche Vorortzüge (Pendeltåg, Saltsjöbanan, Roslagsbanan), verschiedene Buslinien, die Stadtbahnlinien Tvärbanan, Lidingöbanan und Nockebybanan in den Außenbezirken sowie die historischen und modernen Straßenbahnwagen auf der Djurgårdslinie und auf der Spårväg City zum Djurgården. Der Spårväg Syd (Straßenbahn Süd) ist für 2030 geplant. Die Tunnelbana, die Stadtbahn, die Straßenbahn und die Buslinien werden durch AB Storstockholms Lokaltrafik (SL) betrieben.

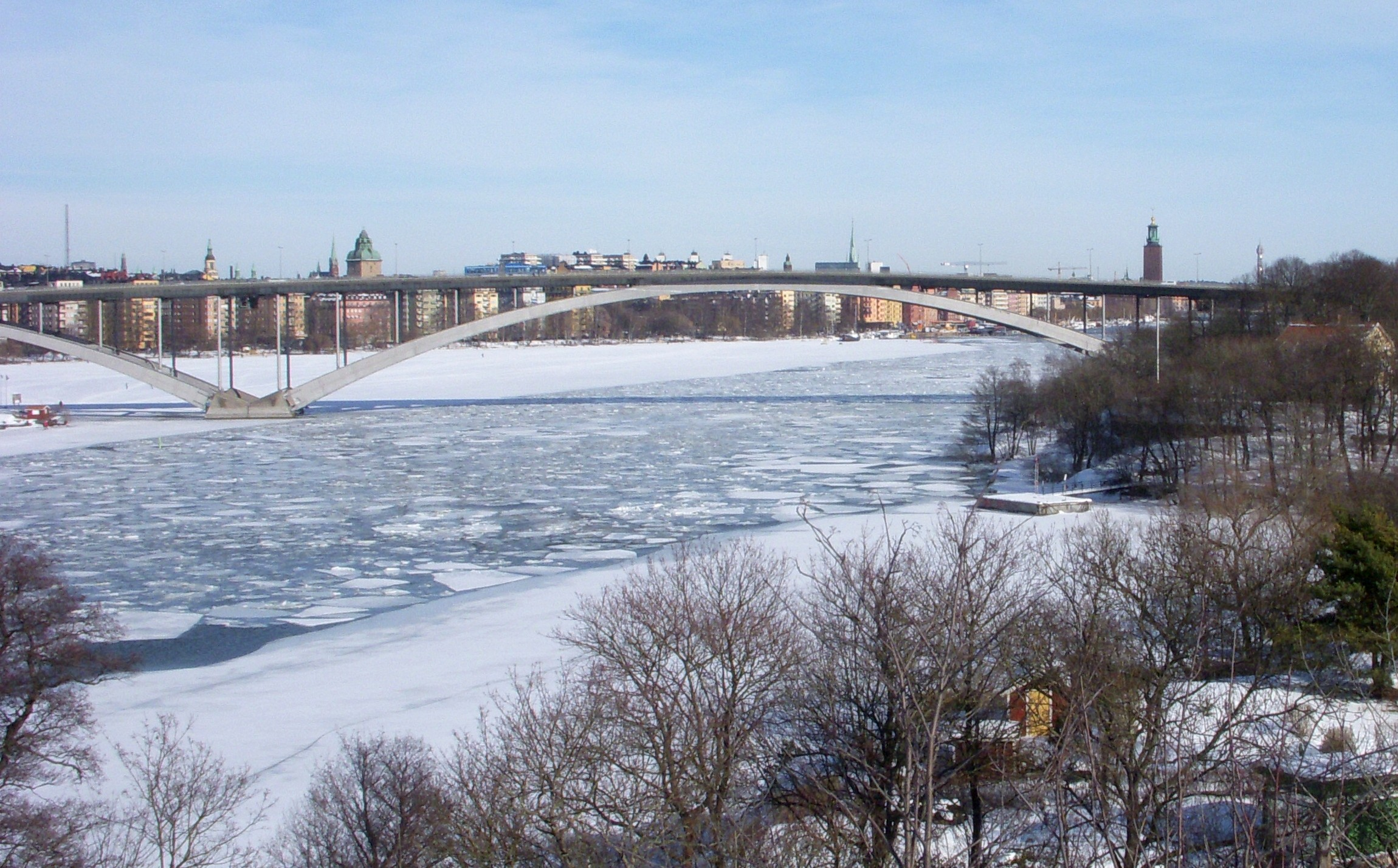
Västerbron

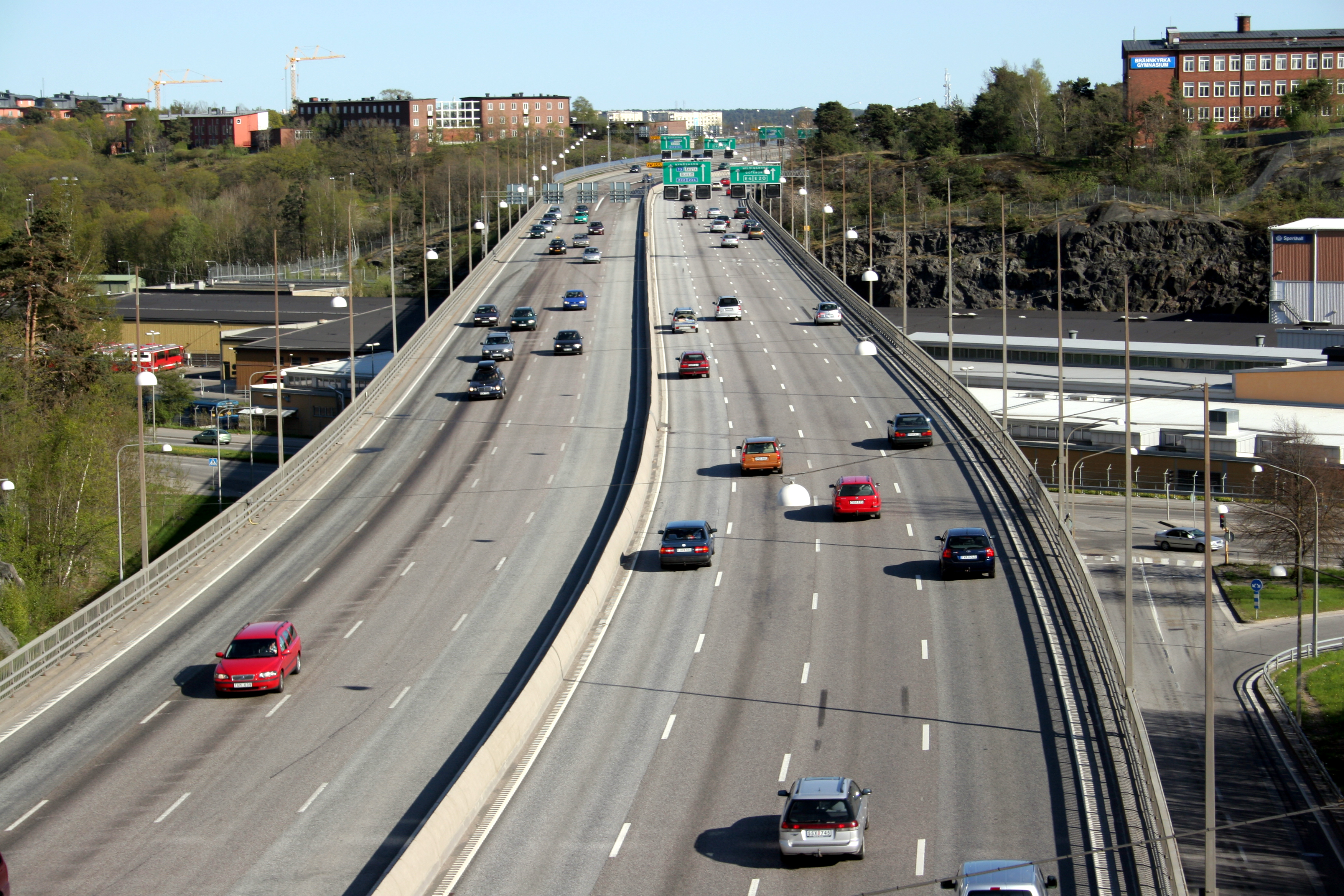
Essingeleden Richtung Süden

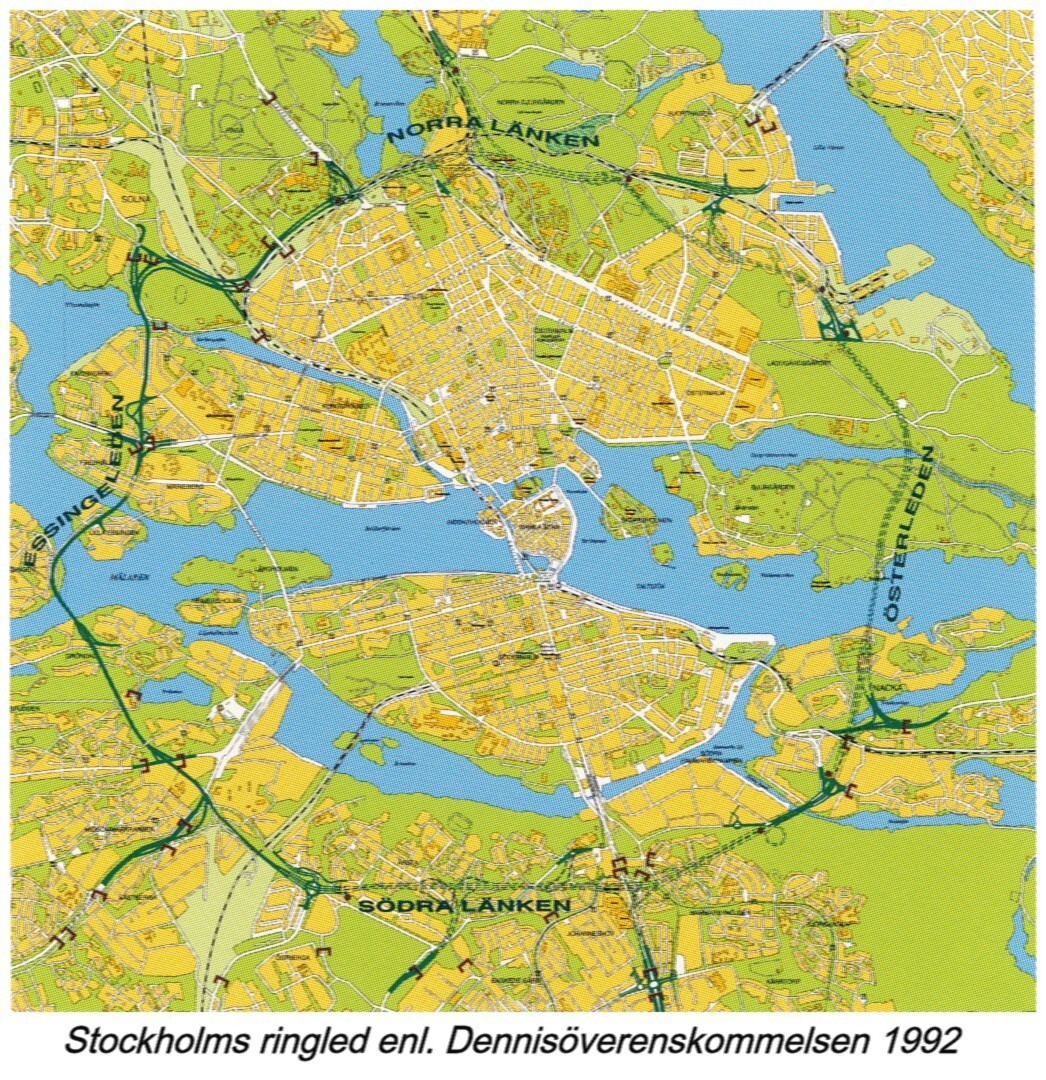
Ringled Stockholm, Planung von 1992

#### Straßenverkehr
Wenn man im 16. Jahrhundert von Stockholm aus nach Süden reisen wollte, war der Göta landsväg die älteste und einzige existierende Straße. Diese Wegverbindung hatte bis zurück ins Mittelalter (in Skandinavien ca. 1100 bis 1500 n. Chr.) reichende Vorläufer; vermutlich war hier schon zur Bronzezeit (in Skandinavien ca. 1800 bis 550 v. Chr.), lange bevor Stockholm existierte, ein Weg entstanden.
Die Hauptverkehrsader der modernen Zeit ist der Essingeleden, ein Teil der Autobahn E4; er führt westlich am Stadtzentrum vorbei und wurde 1966 eingeweiht. Ein großer Teil des Autoverkehrs soll in den nächsten Jahrzehnten unter die Erde gelegt werden. So wurde im Oktober 2004 ein 4,6 Kilometer langer Tunnel (Södra Länken) südlich des Stadtkerns eingeweiht. Ein Teilabschnitt im Rahmen eines gleichartigen Projektes im Norden (Norra Länken) ging 2014 in Betrieb. Eine 21 Kilometer lange westliche Umgehung Stockholms, davon 17 Kilometer in Tunneln, ist unter der Projektbezeichnung Förbifart Stockholm (wörtlich Vorbeifahrt Stockholm) seit 2014 in Bau und soll 2030 fertiggestellt werden. Eine östliche Umgehungsautobahn (Österleden), die den Autobahnring um Stockholm (Ringled Stockholm) komplettieren würde, wird seit den 1950er Jahren diskutiert.
Seit dem 1. August 2007 muss für das Ein- und Ausfahren mit dem Auto in die Innenstadt eine Straßenbenutzungsgebühr entrichtet werden. Der Gebührenzeitraum ist werktags zwischen 6:30 Uhr und 18:30 Uhr, wobei zu den morgendlichen und abendlichen Hauptverkehrszeiten ein höherer Betrag zu entrichten ist. Die sogenannte „Gedrängel-Steuer“ (Trängselskatt) ist Teil eines Verkehrsentwicklungskonzepts, mit dem Ziel der Verkehrsreduzierung und Umweltverbesserung; mit der Maßnahme einher geht daher auch eine Kostenumlegung der Gebühren zu einer Angebotsverstärkung des öffentlichen Nahverkehrs. Die Einführung der Maut gehörte zu den im internationalen Maßstab bedeutendsten internationalen Projekten dieser Art. Vor der Einführung des Systems wurde 2006 ein siebenmonatiger Testbetrieb durchgeführt; im Anschluss stimmten die Einwohner Stockholms in einem Referendum mit 51,3 % für die dauerhafte Einführung. Auch beim Passieren Stockholms über den Essingeleden wird eine entsprechende Steuer erhoben.
Stockholm ist an einige nationale und internationale Fernradwege angeschlossen, unter anderem an den Ostseeküsten-Radweg, welcher als europäische EuroVelo-Route EV 10 die Ostsee umrundet.

### Sendeeinrichtungen
- Sender Nacka
- Kaknästurm

### Energieversorgung
Stockholm verfügt über ein großes Fernwärmenetz, das jährlich einen Wärmebedarf von mehr als 12 TWh deckt und etwa die Hälfte der Haushalte der Region mit Wärme versorgt. Seinen Ursprung hat es in den 1950er Jahren, anschließend wurde es ausgebaut und wuchs aus verschiedenen Zellen zusammen. Auch heute besteht es noch aus zwei unabhängigen Systemen, die von verschiedenen Unternehmen betrieben werden; ein technischer Zusammenschluss der beiden Netze ist in Planung. Insgesamt verfügt das Netz über eine installierte Wärmeleistung von 4,8 GW. Neben mehreren Heizkraftwerken mit einer elektrischen Leistung von 556 MW wird das Stockholmer Wärmenetz als eines von bisher nur wenigen Fernwärmesystemen weltweit von einer Reihe Großwärmepumpen mit Heizwärme versorgt. Diese beziehen ihre Wärme u. a. aus Meerwasser und Abwässern von Kläranlagen und liefern bei einer elektrischen Leistung von 200 MW eine Wärmeleistung von 660 MW. Der COP dieser Anlagen liegt zwischen 3,3 und 3,5. Zudem sind auch noch elektrische Heizkessel mit einer Leistung von 300 MW installiert.

### Bildung

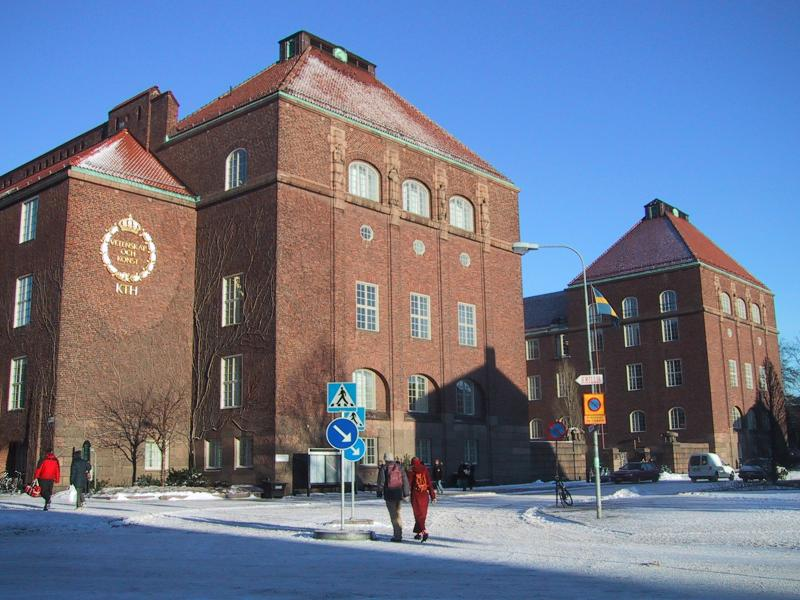
Königlich Technische Hochschule

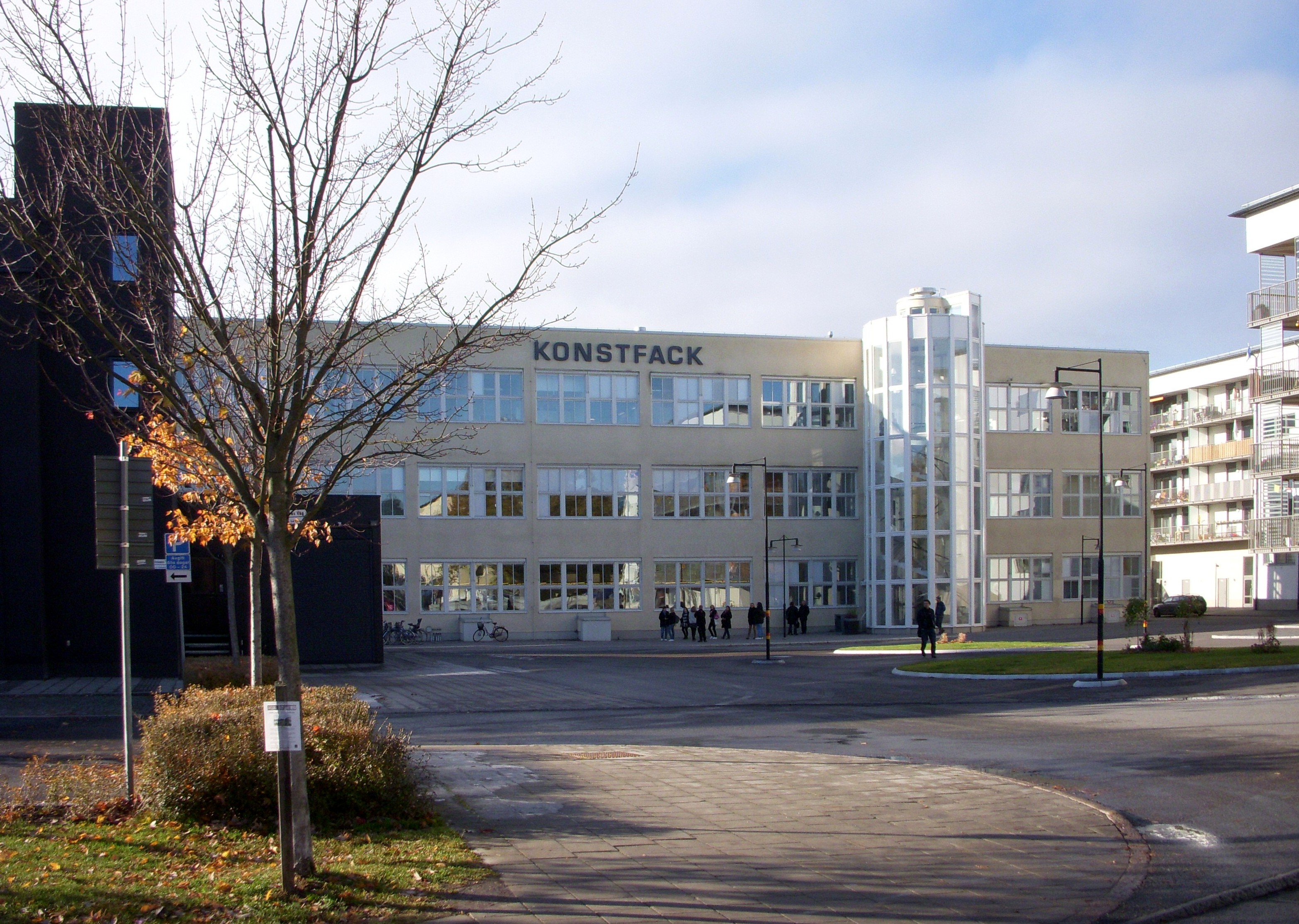
Kunsthochschule am Telefonplan in Stockholm

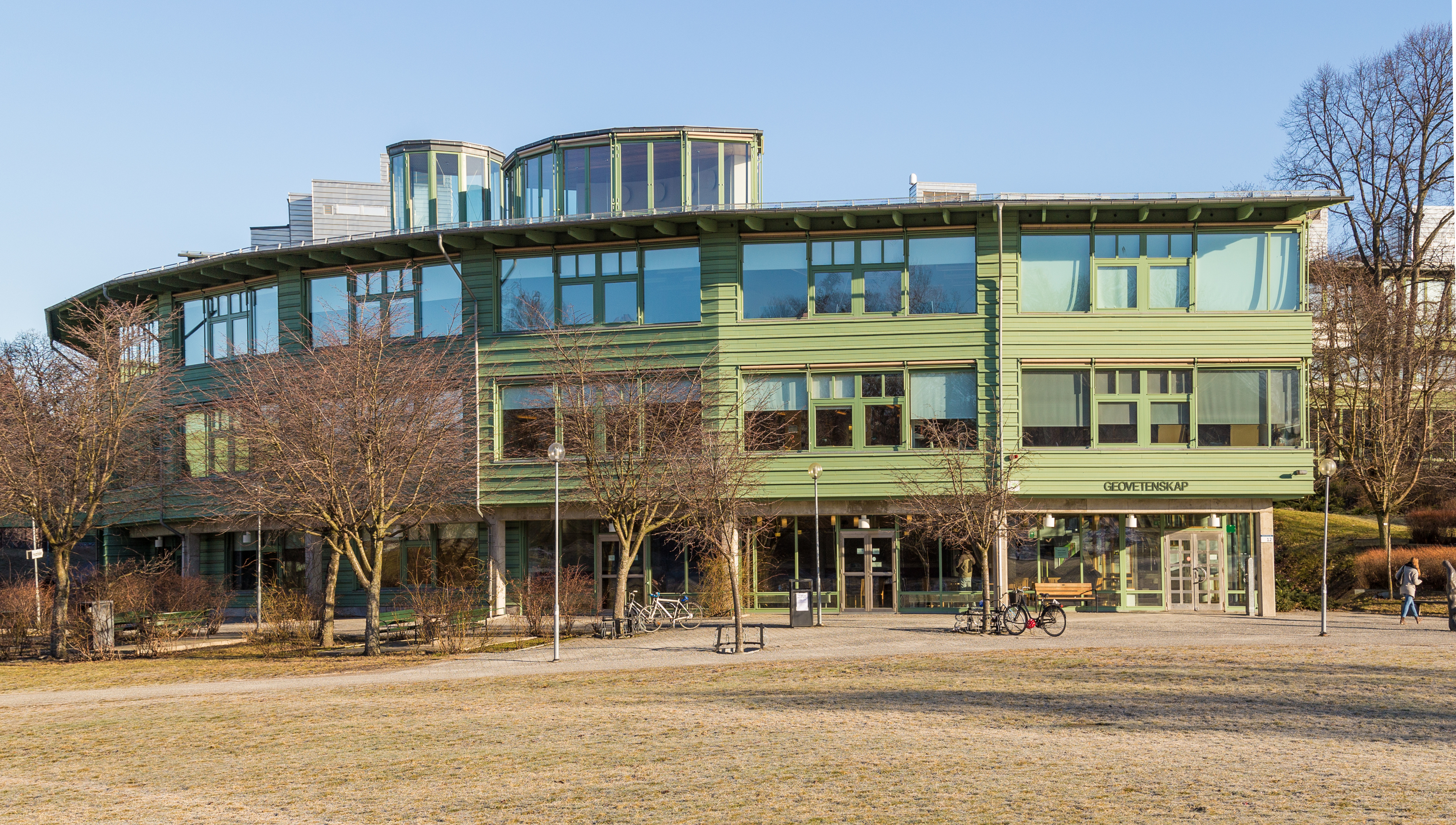
Der Fachbereich Geowissenschaften, Universität Stockholm

Im Großraum Stockholm gibt es 18 Hochschulen und Universitäten. Von herausragender Bedeutung sind hierbei die Universität Stockholm (Stockholms universitet) mit ihren etwa 27.000 Studenten (Stand 2020) und die Königlich Technische Hochschule Stockholm (Kungliga Tekniska Högskolan), die wohl größte technische Hochschule Skandinaviens mit knapp 15.000 Studenten (Stand 2020).
Nachfolgend sind alle staatlichen und privaten Hochschulen genannt:
- Beckmans Designhochschule (Beckmans designhögskola)
- Enskilda Högskolan Stockholm (für Theologie und Menschenrechte)
- Ersta Sköndal Bräcke högskola (Hochschule für Soziale Dienste und Theologie)
- Handelshochschule Stockholm (Handelshögskolan i Stockholm)
- Hochschule des Roten Kreuzes in Huddinge (Röda Korsets högskola)
- Hochschule für Film, Radio, Fernsehen und Theater (Dramatiska Institutet)
- Hochschule für Kunst (Stockholms konstnärliga högskola)
- Hochschule für Musikpädagogik (Stockholms Musikpedagogiska Institut)
- Hochschule für Sport (Gymnastik- och Idrottshögskolan)
- Hochschule Södertörn (Södertörns högskola in Huddinge)
- Königliche Kunsthochschule (Kungliga Konsthögskolan)
- Königliche Musikhochschule Stockholm (Kungliga Musikhögskolan i Stockholm)
- Königliche Technische Hochschule (Kungliga Tekniska högskolan KTH, Royal Institute of Technology)
- Kunsthochschule (Konstfack)
- Medizinische Universität in Solna (Karolinska-Institutet)
- Militärhochschule (Försvarshögskolan)
- Sophiehemmet Hochschule (Sophiahemmet Högskola für Pflege und Gesundheit)
- Universität Stockholm (Stockholms universitet)

Neben den Forschungseinrichtungen der Hochschulen und Universitäten gibt es eine Reihe weiterer staatlicher und privater Forschungsinstitutionen in Stockholm. Insbesondere ist in diesem Zusammenhang die Kungliga Biblioteket (Königliche Bibliothek) mit ca. fünf Millionen Bänden zu nennen. Die Bibliothek hat aufgrund der immensen schwedischen Kriegsbeute im Dreißigjährigen Krieg nicht nur eine hervorragende Sammlung frühneuzeitlicher Bücher, sondern seit 1661 den staatlich verbrieften Auftrag, alles in Schweden gedruckte Material zu sammeln. Die Bibliothek verwaltet auch das zum Weltkulturerbe zählende Archiv der schwedischen Kinderbuchautorin Astrid Lindgren.
Stockholm ist ebenfalls Sitz der Schwedischen Akademie, der Königlich Schwedischen Akademie der Wissenschaften, der Königlichen Akademie für Literatur, Geschichte und Antiquitäten, der Nobel-Stiftung und weiterer kultureller und wissenschaftlicher Institutionen.

## Persönlichkeiten
Zu den in Stockholm geborenen bekannten Persönlichkeiten gehören unter anderem der Komponist, Musiker und ABBA-Mitbegründer Benny Andersson, der DJ, Remixer und Musikproduzent Avicii, der Dichter Carl Michael Bellman, die Sängerin Neneh Cherry, der Feldmarschall Erik Dahlberg, die Autorin und Aktivistin Lizzy Lind-af-Hageby, der Entdeckungsreisende Sven Hedin, die Schauspielerin Greta Garbo, die Politikerin Anna Lindh, die Kinderbuchautorin Barbro Lindgren, der Chemiker und Erfinder Alfred Nobel, die Dichterin H. C. Nordenflycht, der zweimalige schwedische Premierminister Olof Palme, die Autorin Maj Sjöwall, der Komponist, Pianist und Dirigent Wilhelm Stenhammar sowie der Wissenschaftler und Mystiker Emanuel Swedenborg. Eine weitere bekannte Persönlichkeit aus Stockholm ist die Klima-Aktivistin Greta Thunberg.